# 수도권 전철의 차량
다음은 수도권 전철(서울 지하철·인천 도시철도·광역 철도)에서 운행되는 통근형 전동차의 목록이다.

## 서울 지하철(서울 도시철도)

### 서울교통공사(구 서울메트로/서울특별시도시철도공사)

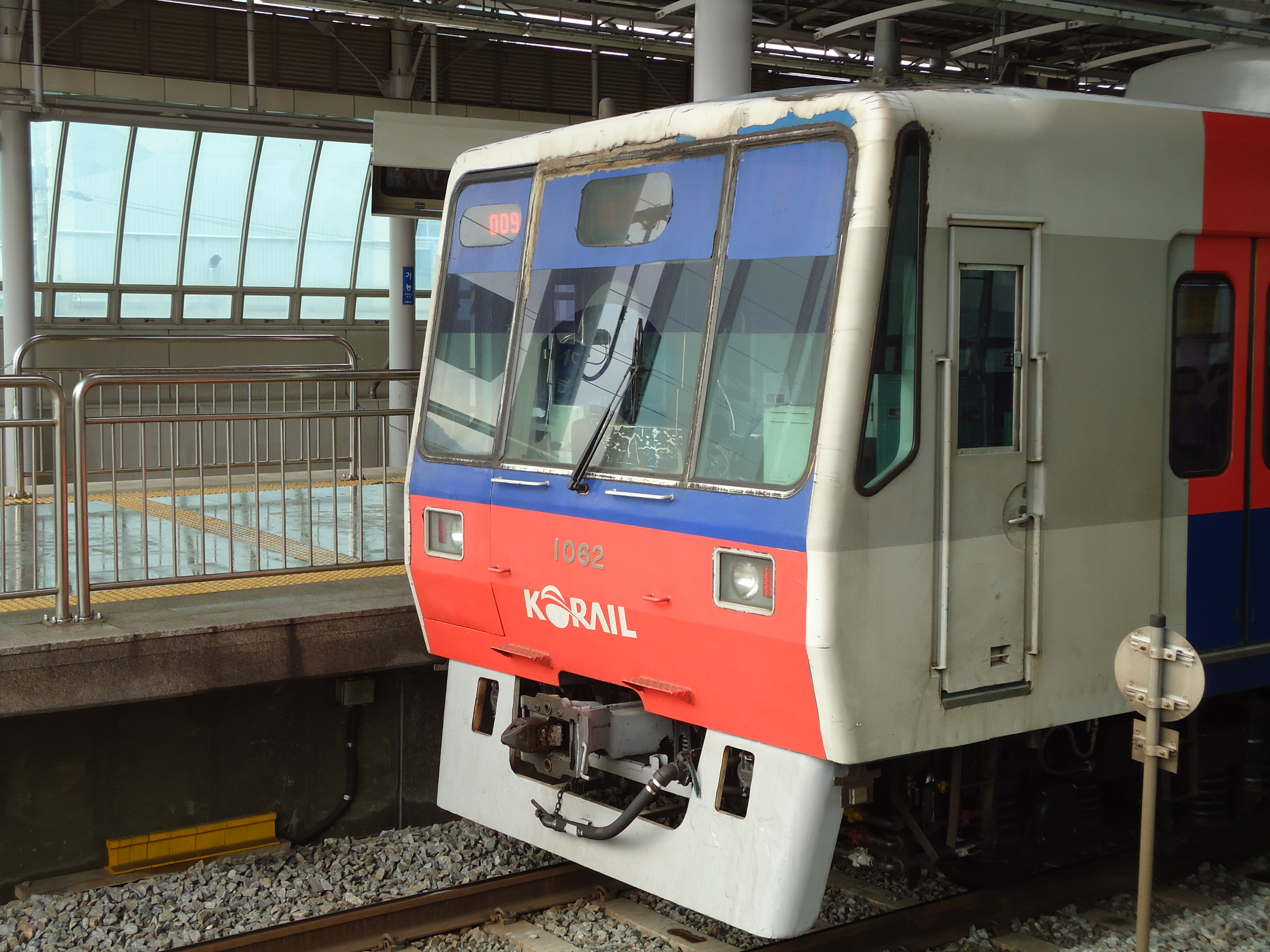
1000호대 저항제어 전동차 - ● 수도권 전철 1호선 (양주 - 인천), (광운대 - 서동탄)
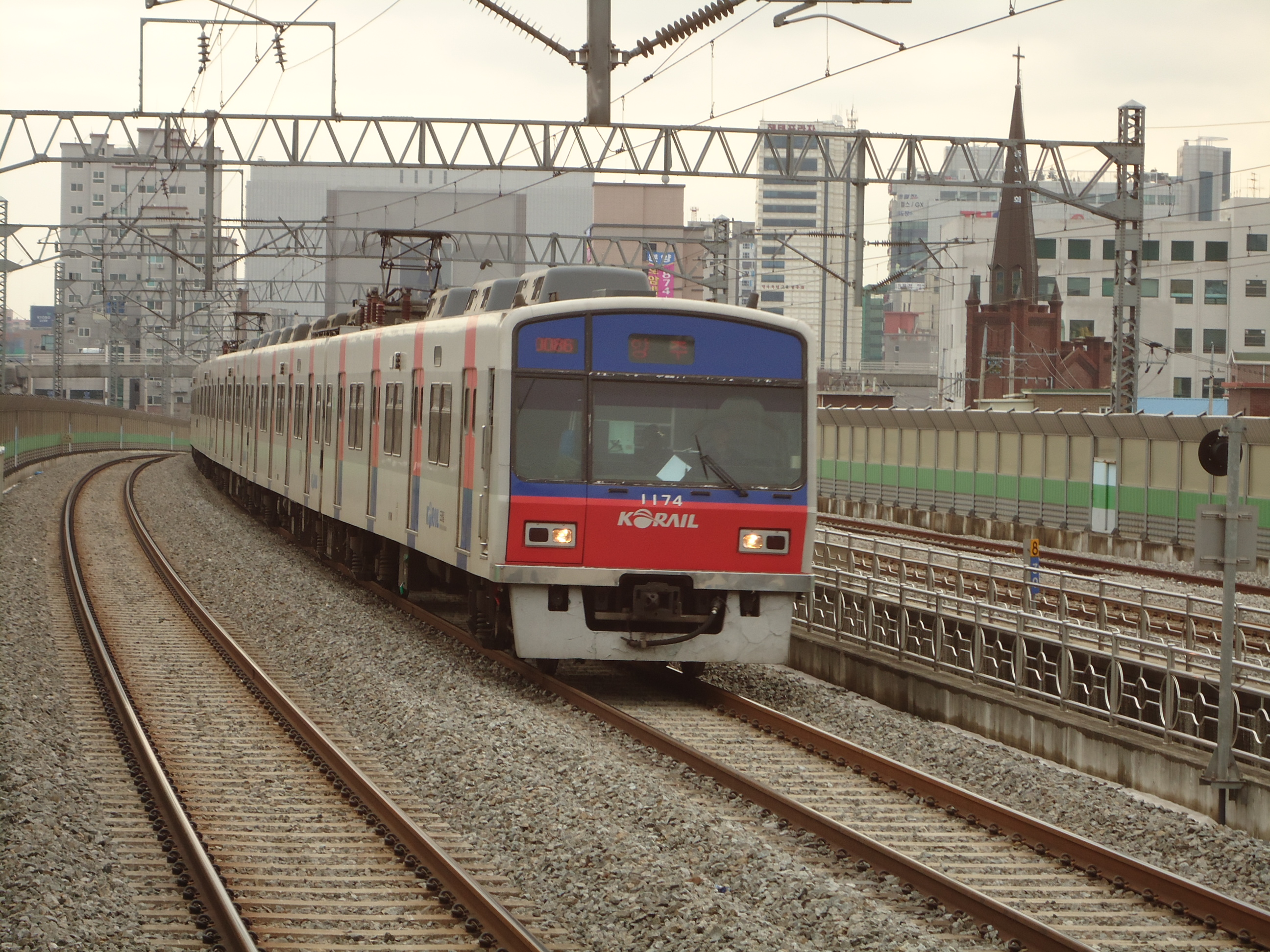
1000호대 VVVF 전동차 - ● 수도권 전철 1호선 (양주 - 인천), (광운대 - 서동탄)
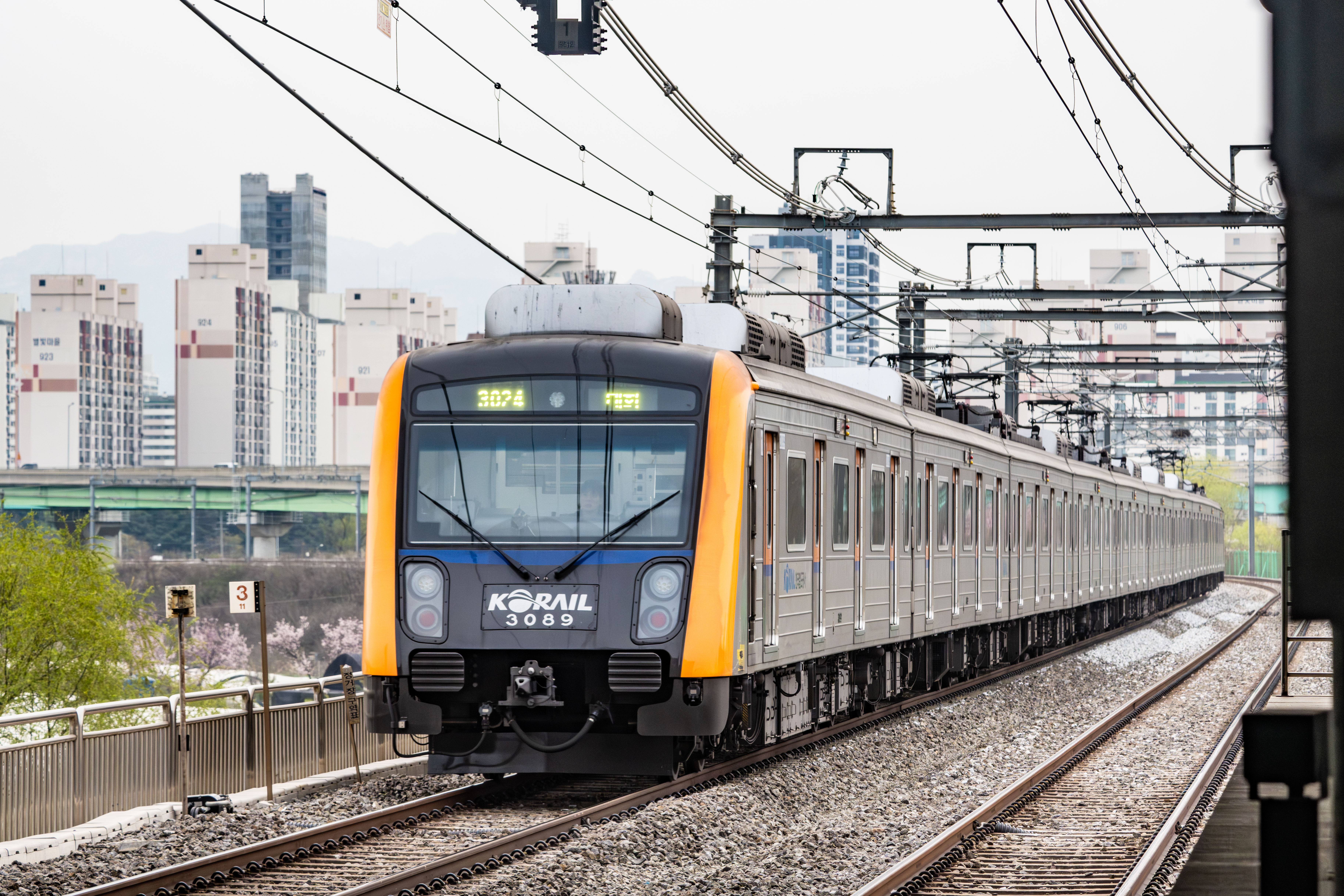
2000호대 저항제어 전동차 - ● 서울 지하철 2호선 (신도림 - 까치산(6량))<-지선 / 2023년 3월 31일 운행 중단
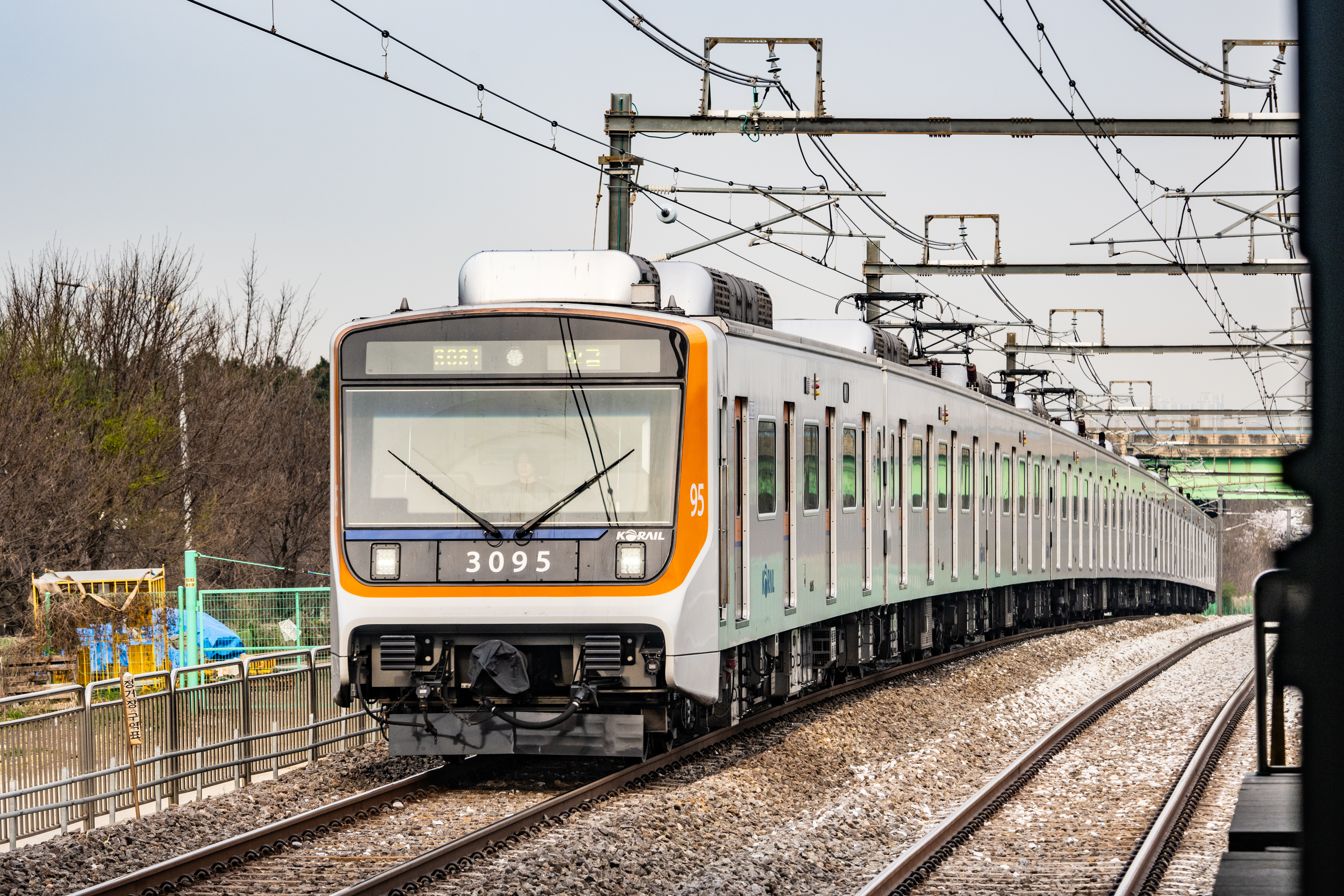
2000호대 초퍼제어 전동차 - ● 서울 지하철 2호선 (성수 - 성수)<-을지로 순환선 / 2020년 11월 24일 운행 중단
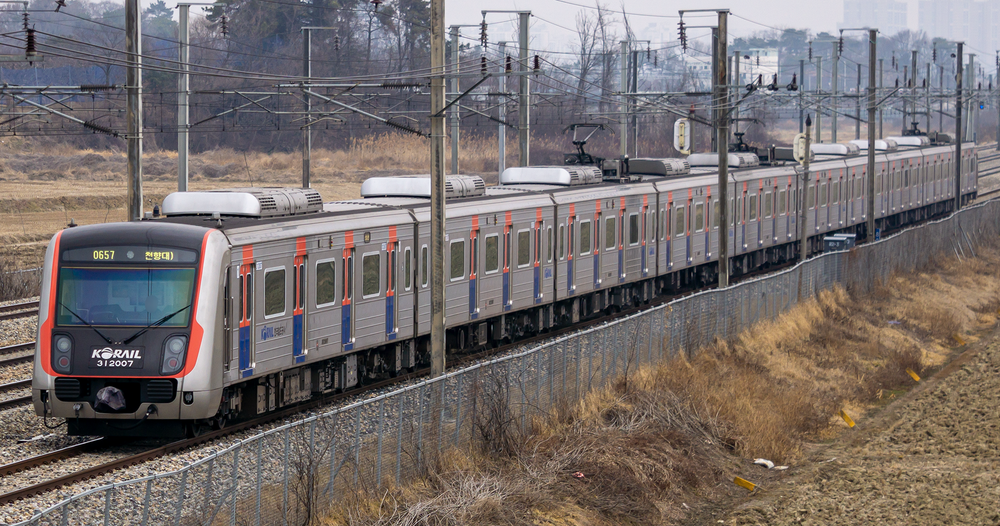
2000호대 VVVF 전동차 - ● 서울 지하철 2호선 (성수 - 성수(10량)), (성수 - 신설동(4량)), (신도림 - 까치산(6량))
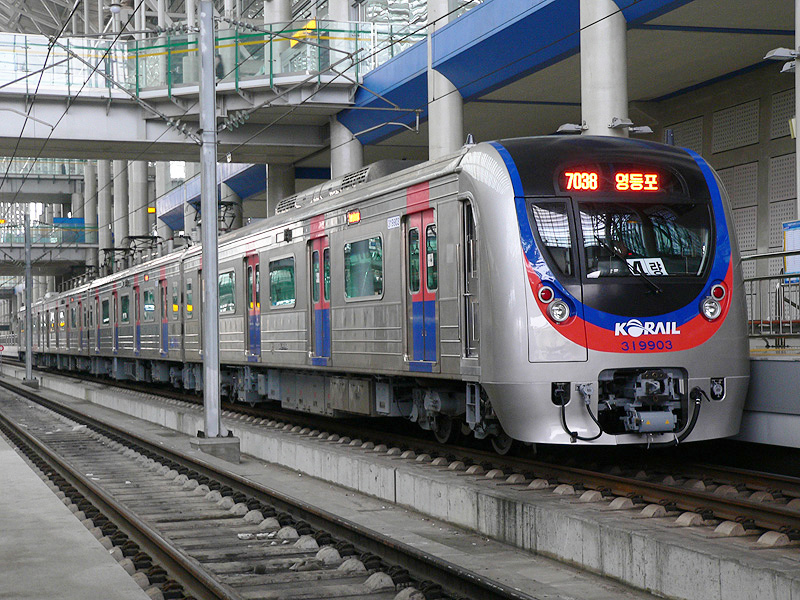
3000호대 초퍼제어 전동차 - ● 수도권 전철 3호선 (대화 - 오금) / 2022년 9월 30일 운행 중단
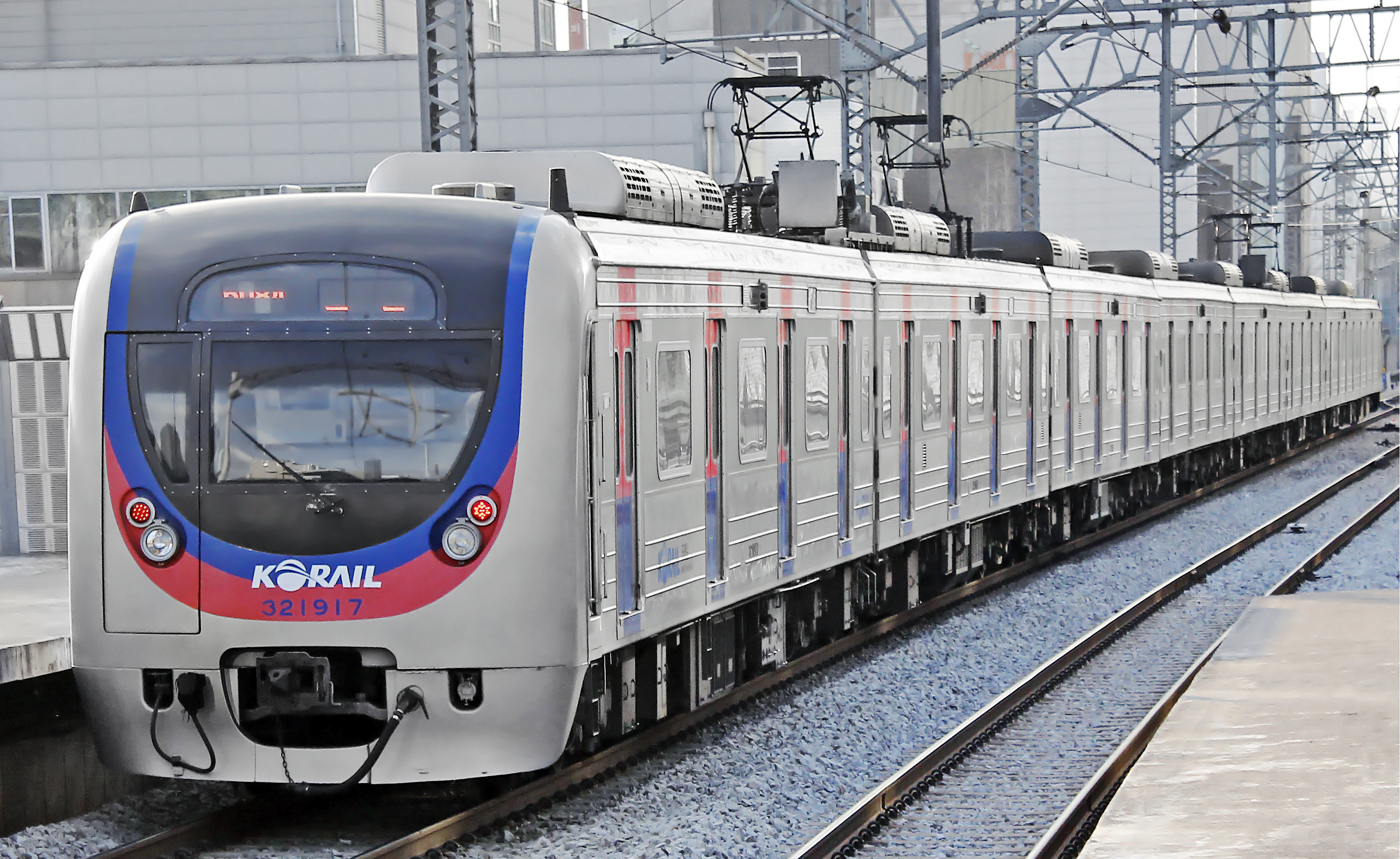
3000호대 VVVF 전동차 - ● 수도권 전철 3호선 (대화 - 오금)
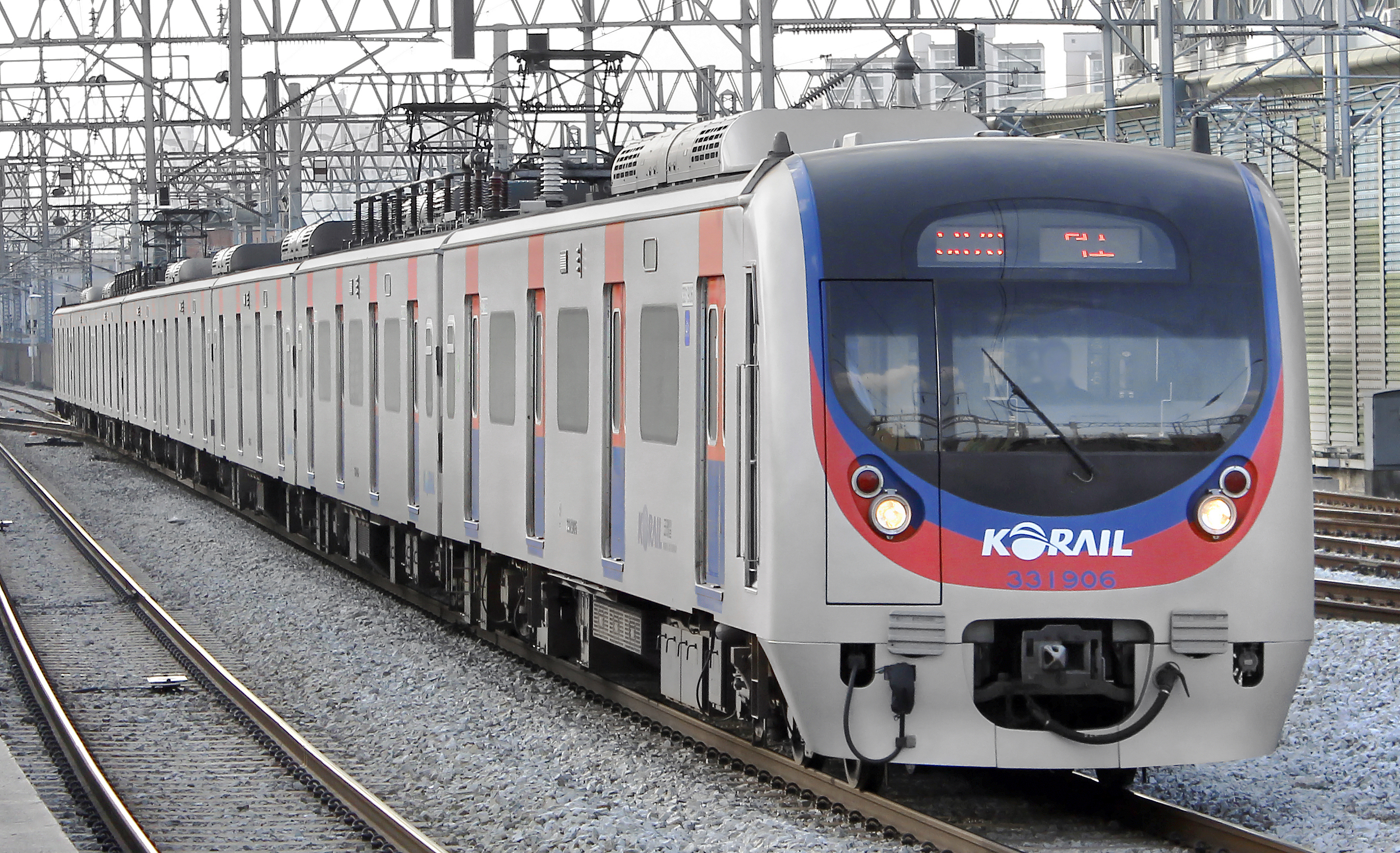
4000호대 초퍼제어 전동차 - ● 수도권 전철 4호선 (불암산 - 남태령) / 1995년 운행 중단
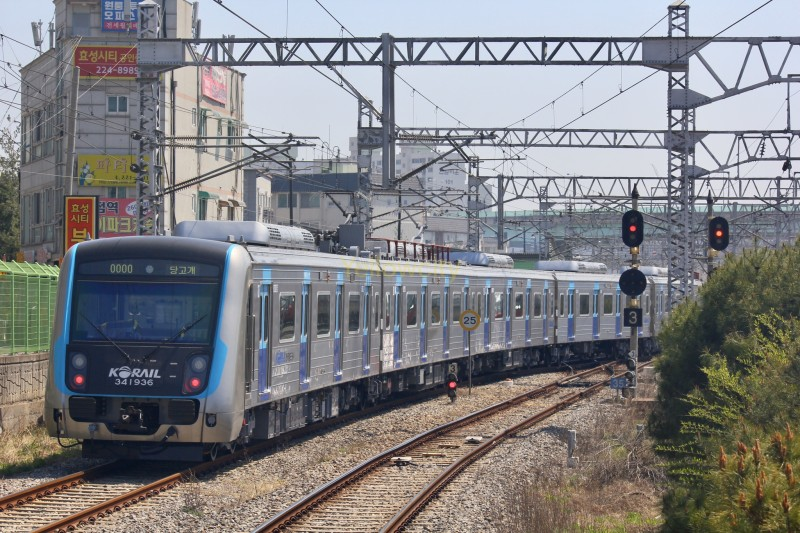
4000호대 VVVF 전동차 - ● 수도권 전철 4호선 (진접 - 사당), (불암산 - 오이도)
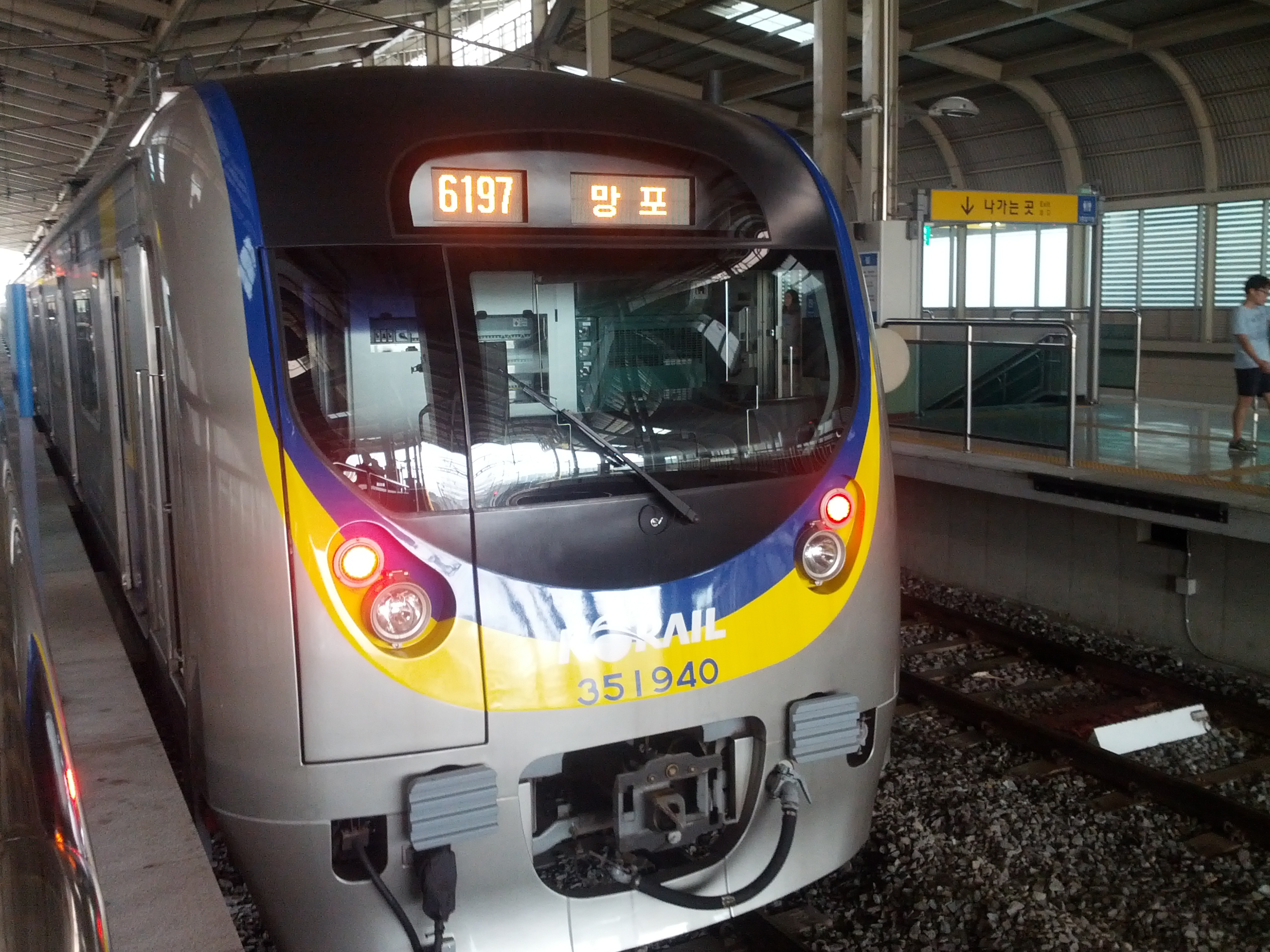
5000호대 전동차 - ● 수도권 전철 5호선 (방화 - 하남검단산/마천)
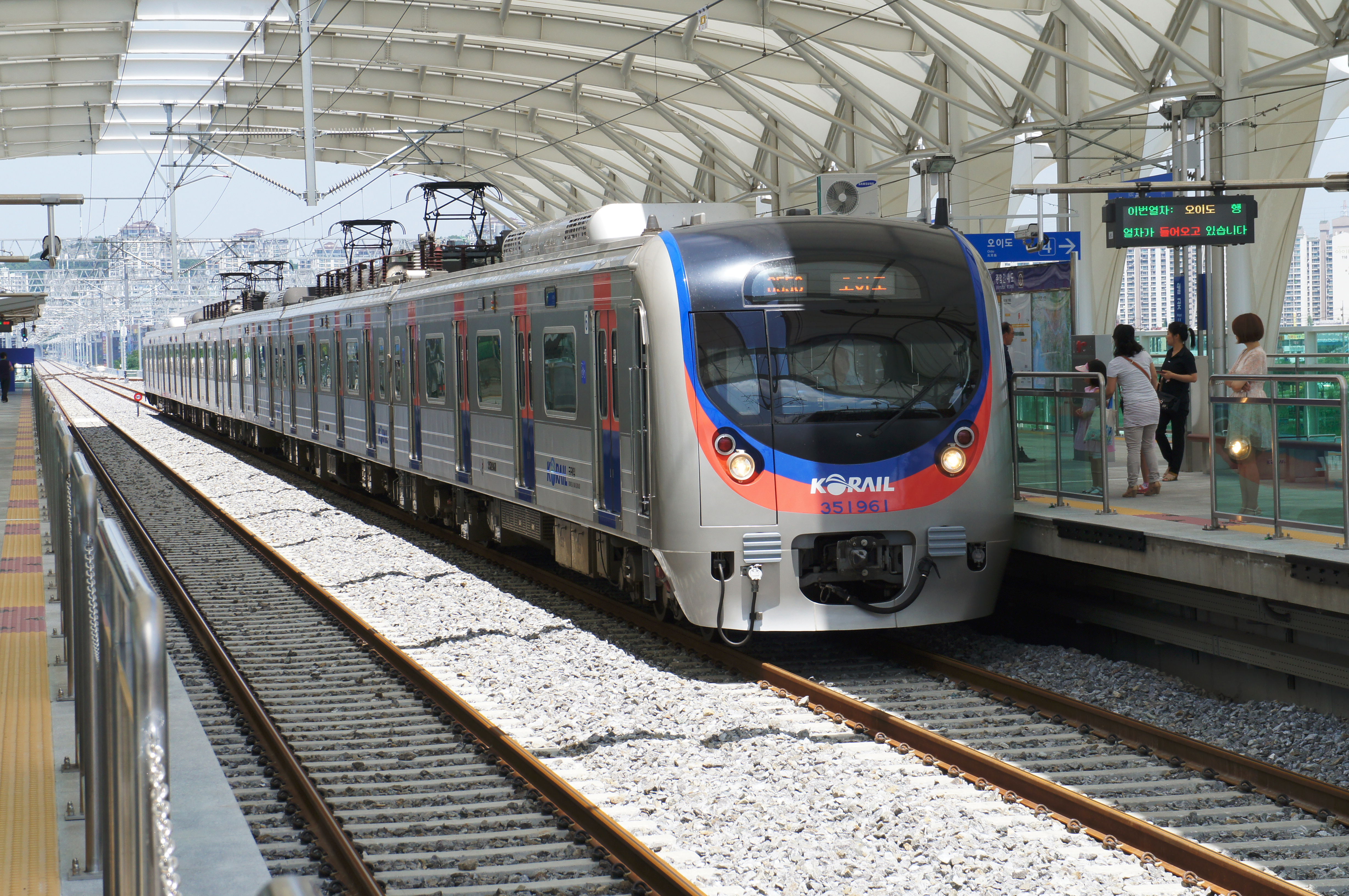
6000호대 전동차 - ● 서울 지하철 6호선 (신내 → 응암 → 독바위 → 응암 → 신내), ● 서울 지하철 7호선[1] (장암 - 석남)
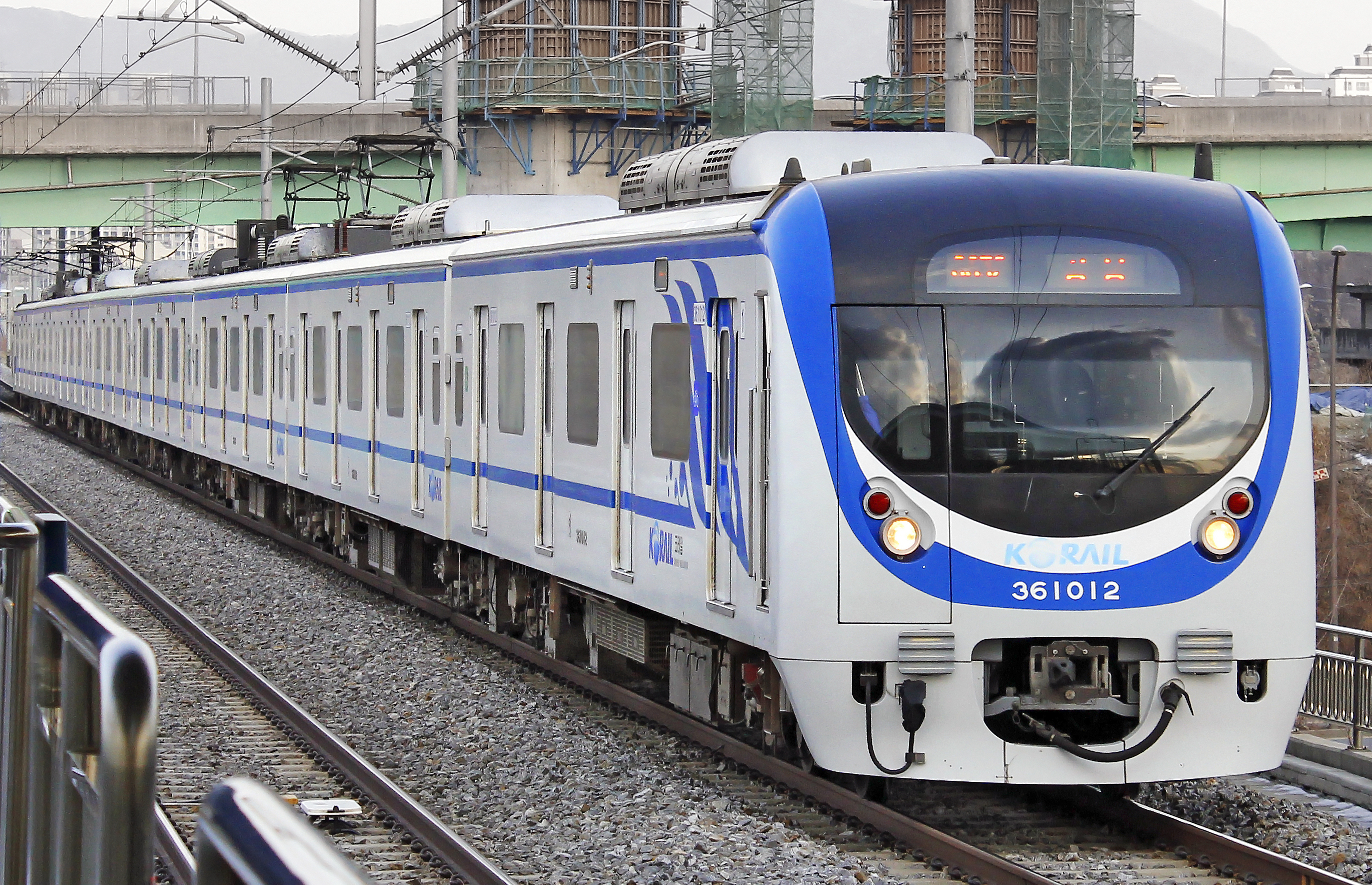
7000호대 전동차 - ● 서울 지하철 7호선 (장암 - 석남)
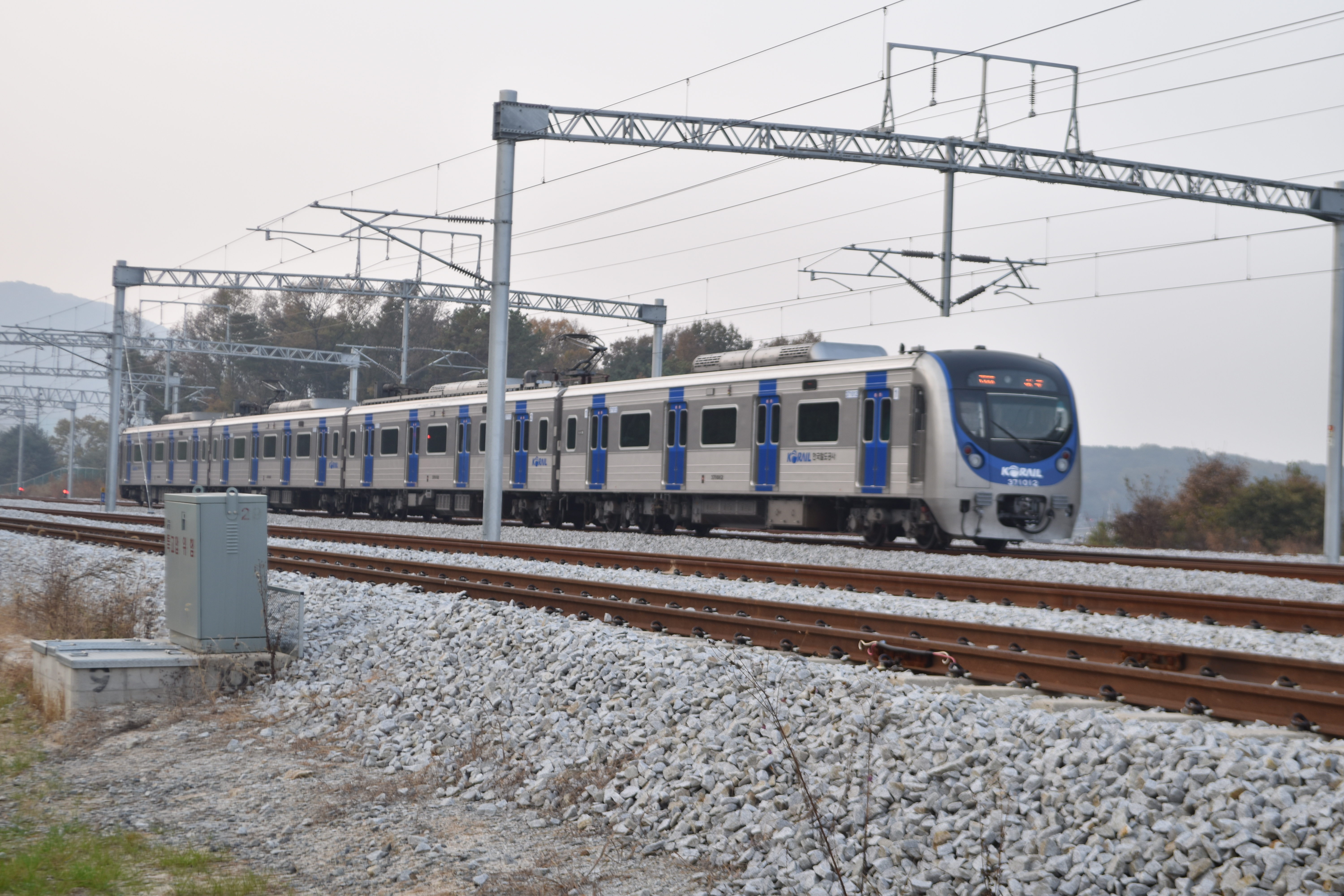
8000호대 전동차 - ● 수도권 전철 8호선 (별내 - 모란)
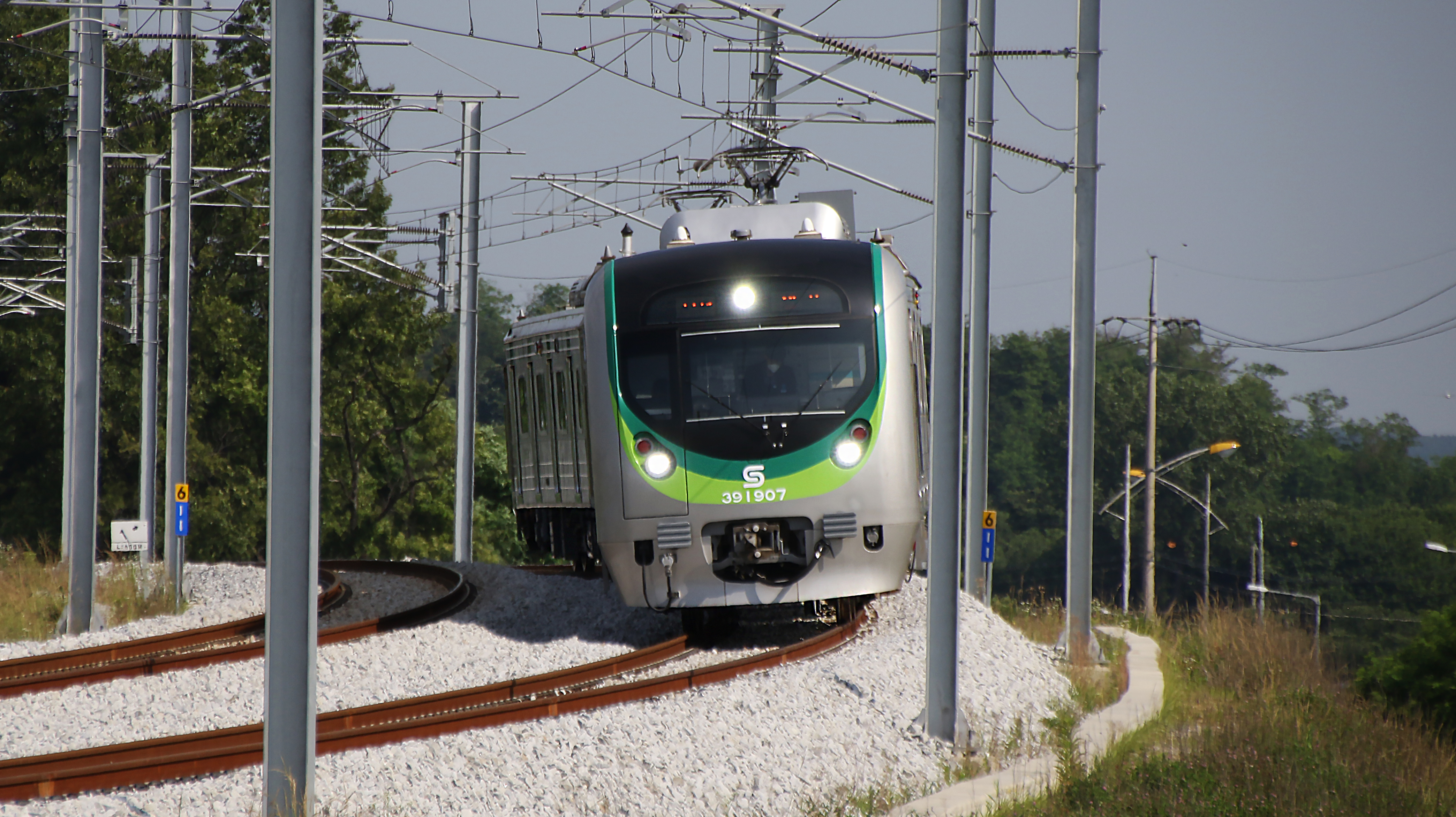
서해선 (391000호대)
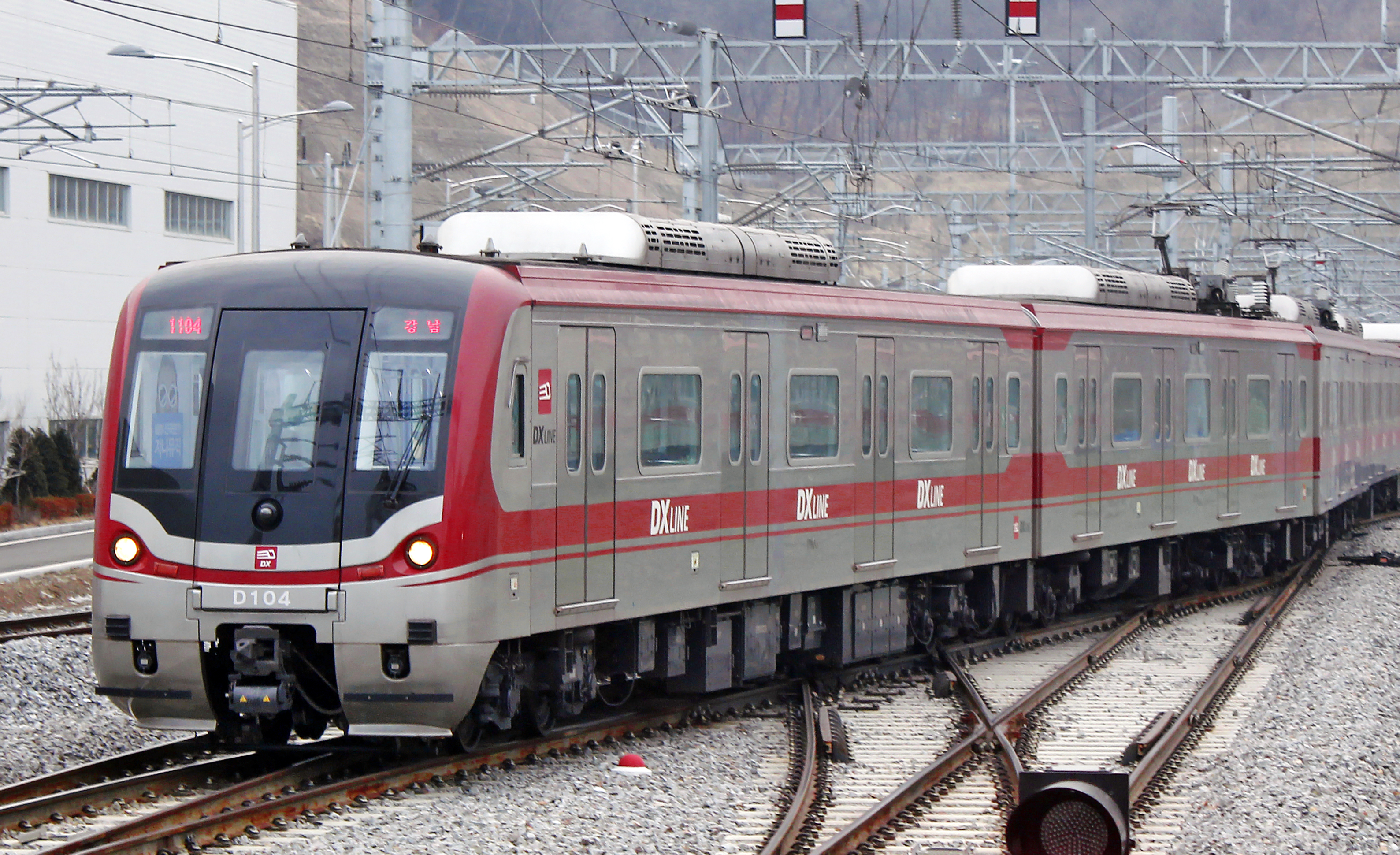
신분당선 - 광교역 (D000호대)
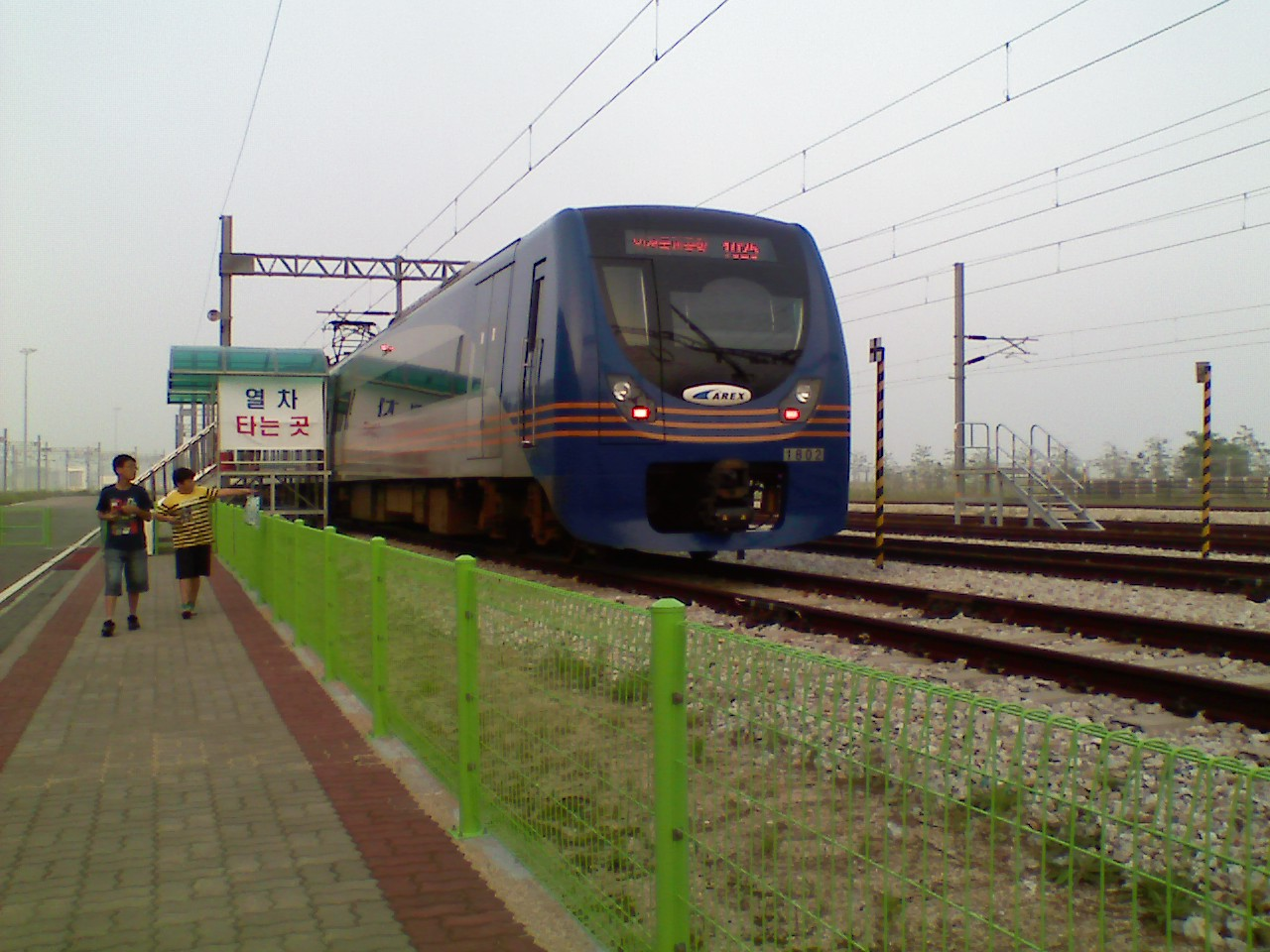
인천국제공항철도 - 용유차량기지역 좌석 (1000호대)

### 서울시메트로9호선

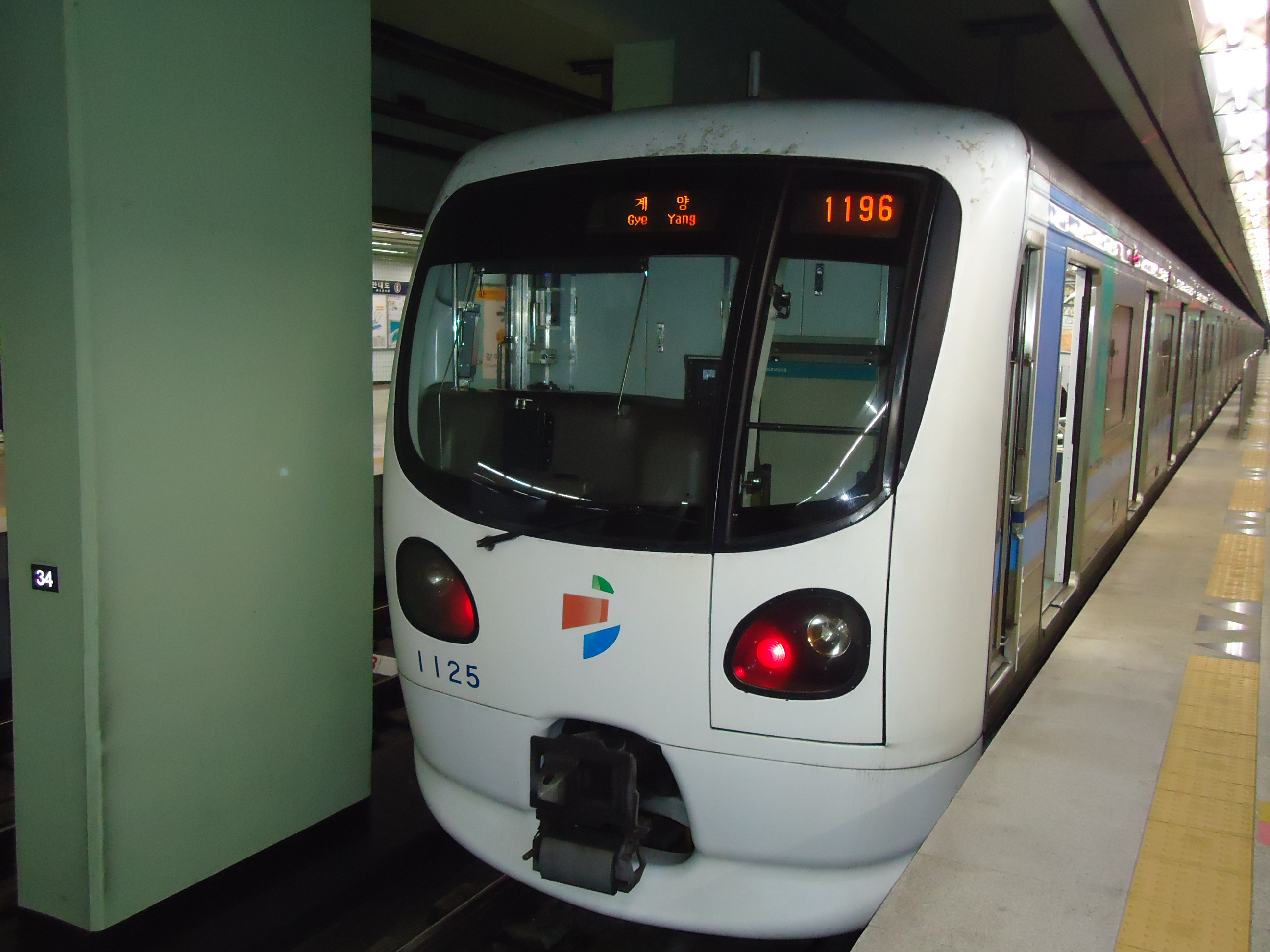
9000호대 전동차 - ● 서울 지하철 9호선 (개화 - 중앙보훈병원)
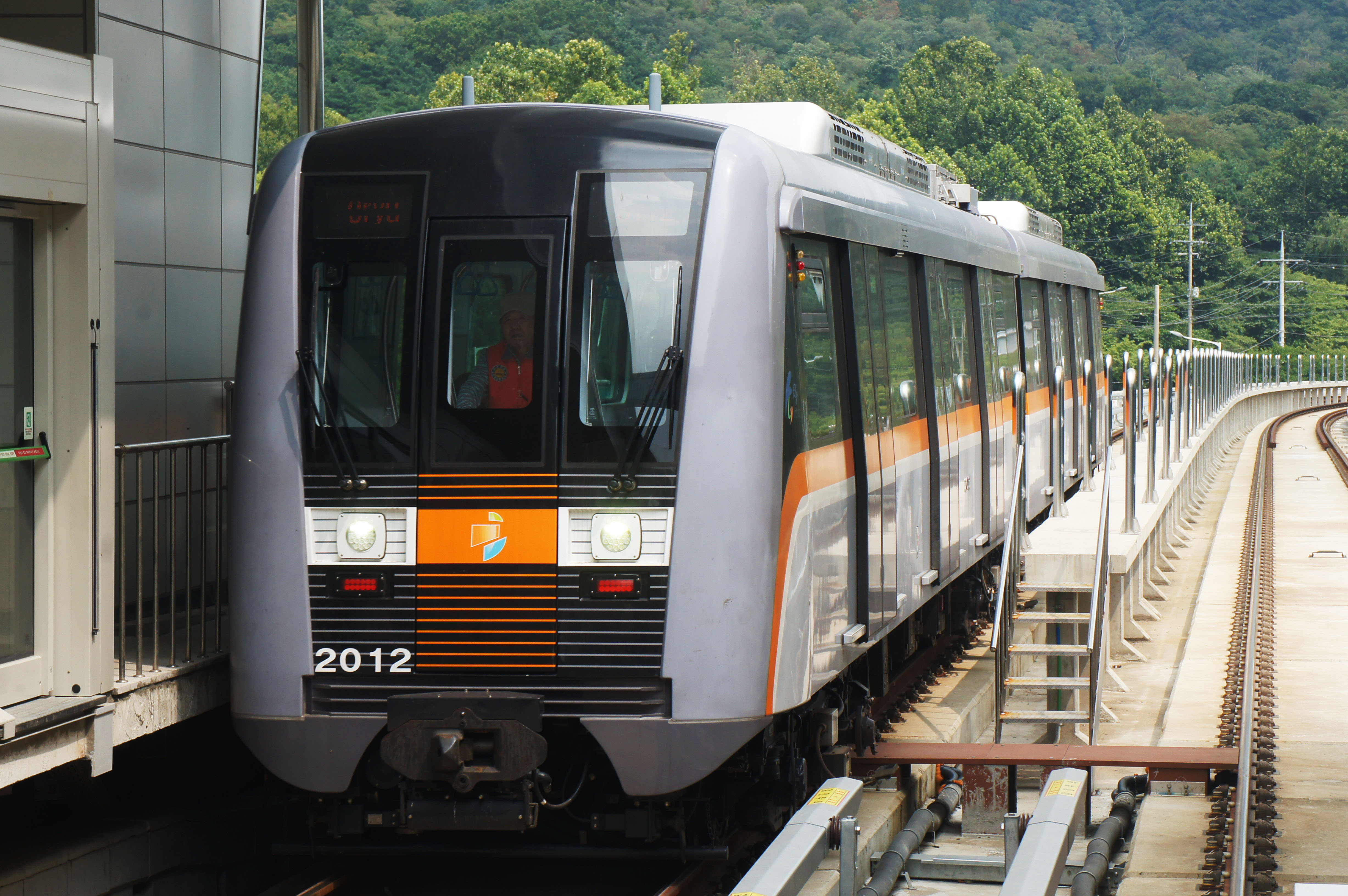
2호선 - 인천대공원역 (2000호대)

### 갤러리

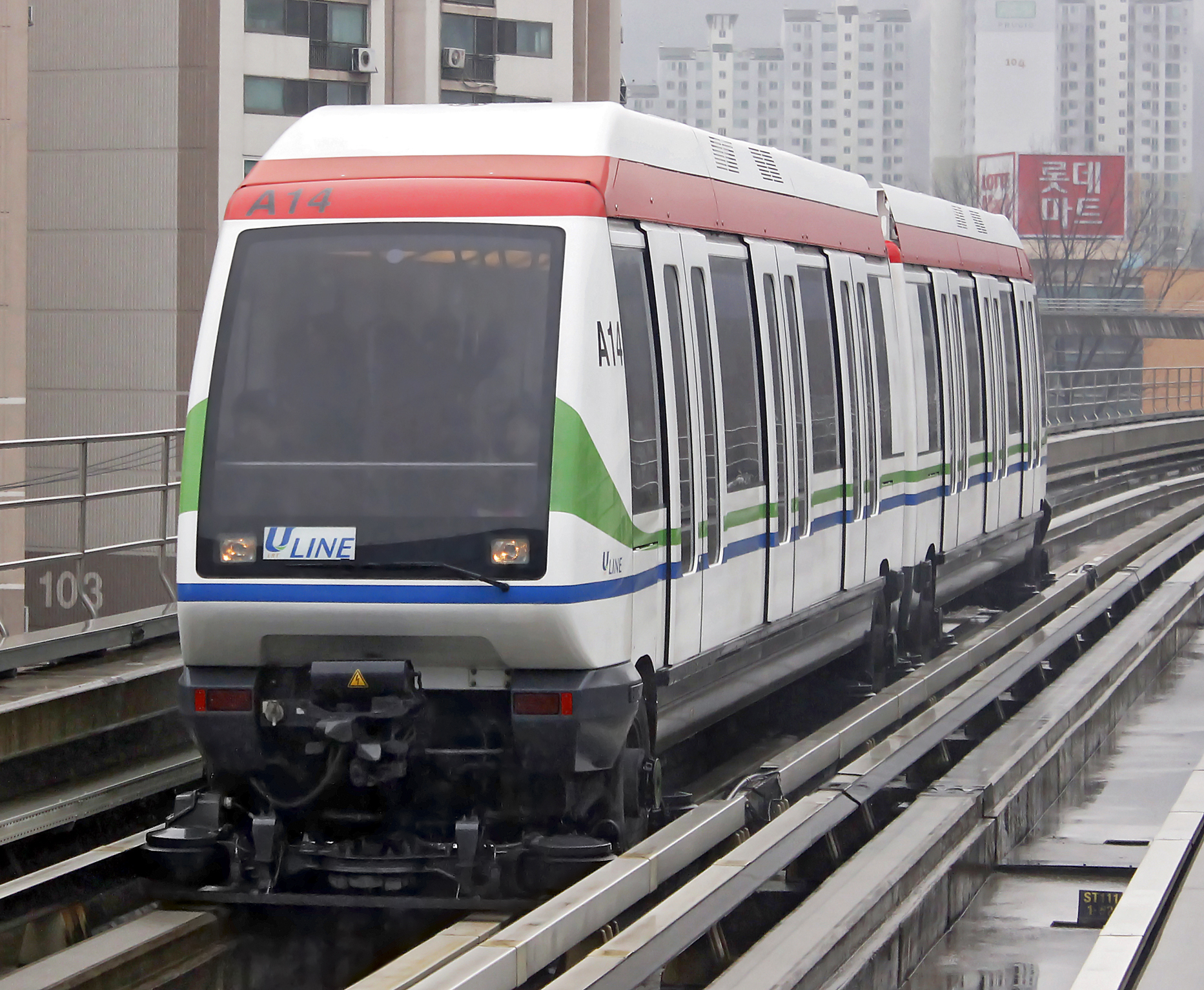
의정부 경전철 - 회룡역 (U100호대)
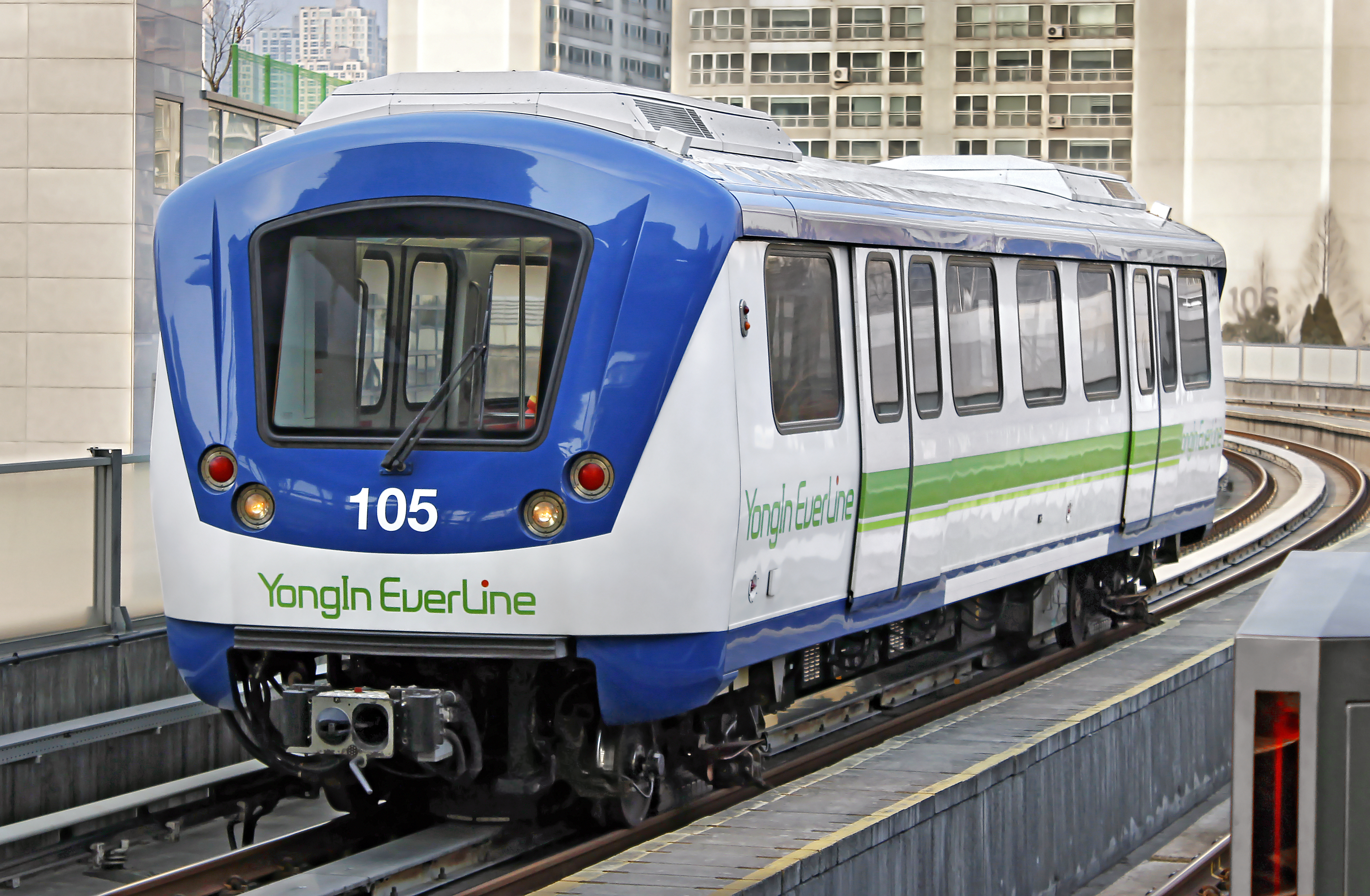
용인 경전철 - 지석역 (Y100호대)
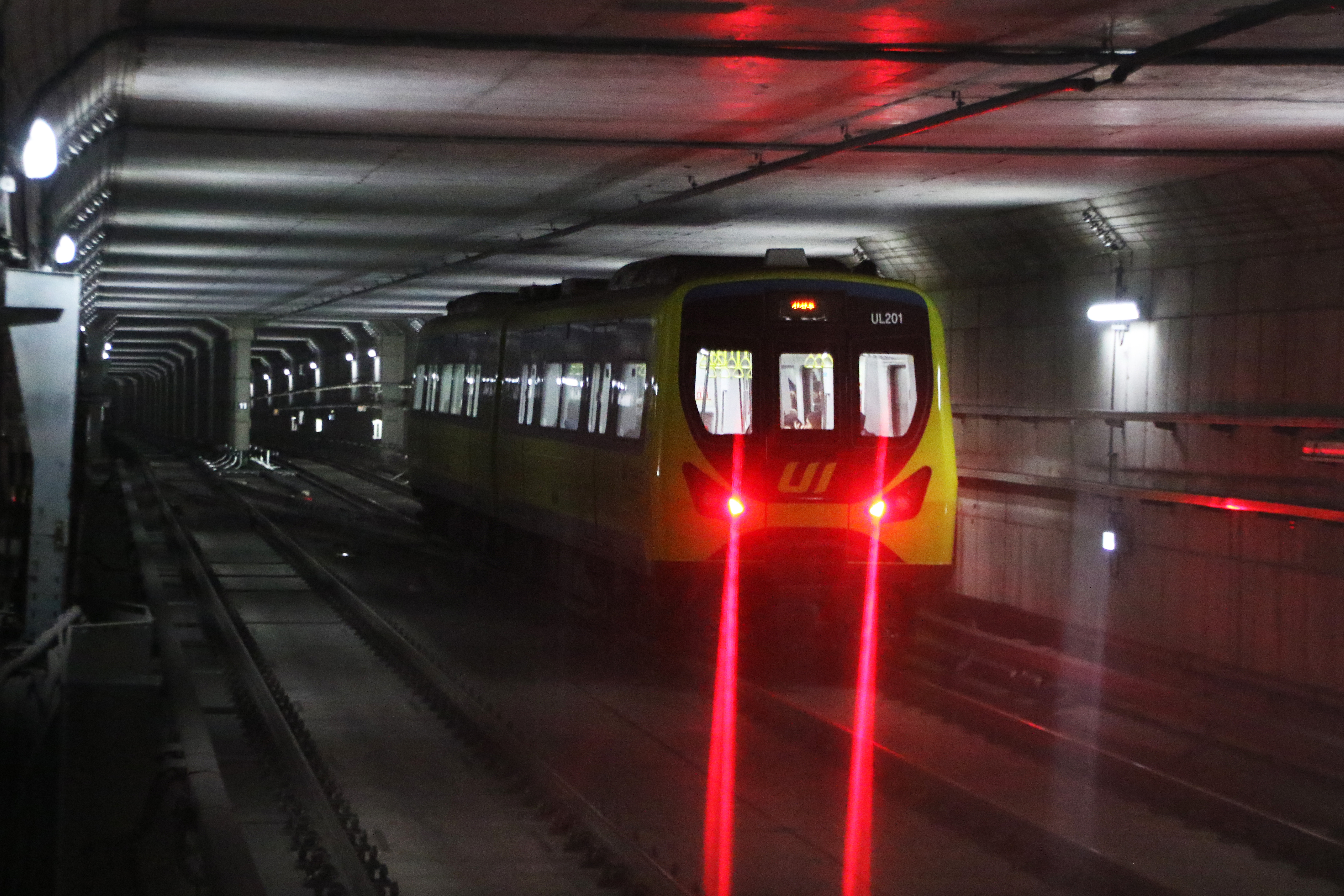
우이신설선 (UL000호대 전동차)
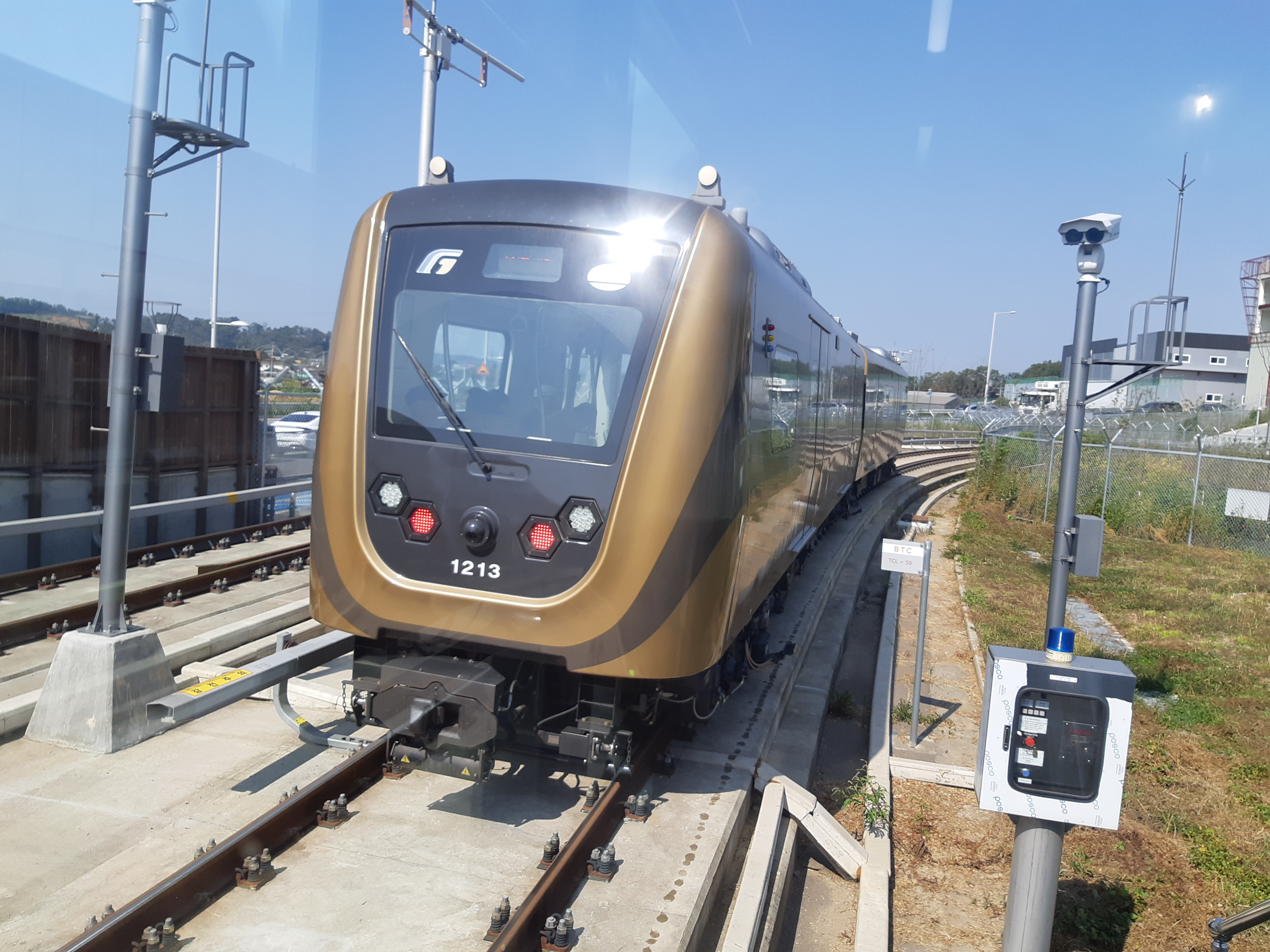
김포골드라인 - GL113편성 (1000호대 전동차)
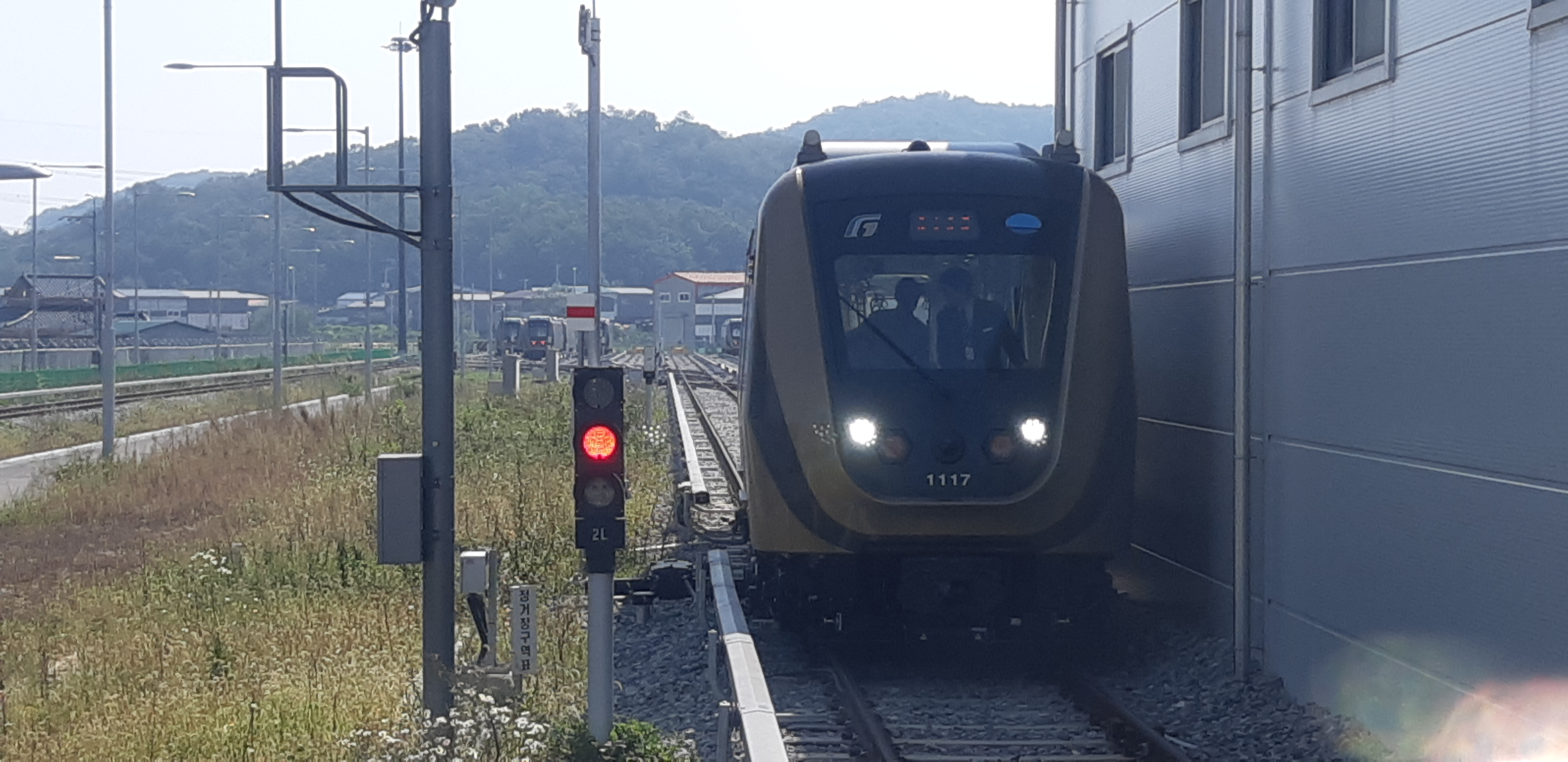
김포골드라인 - GL117편성 (1000호대 전동차)

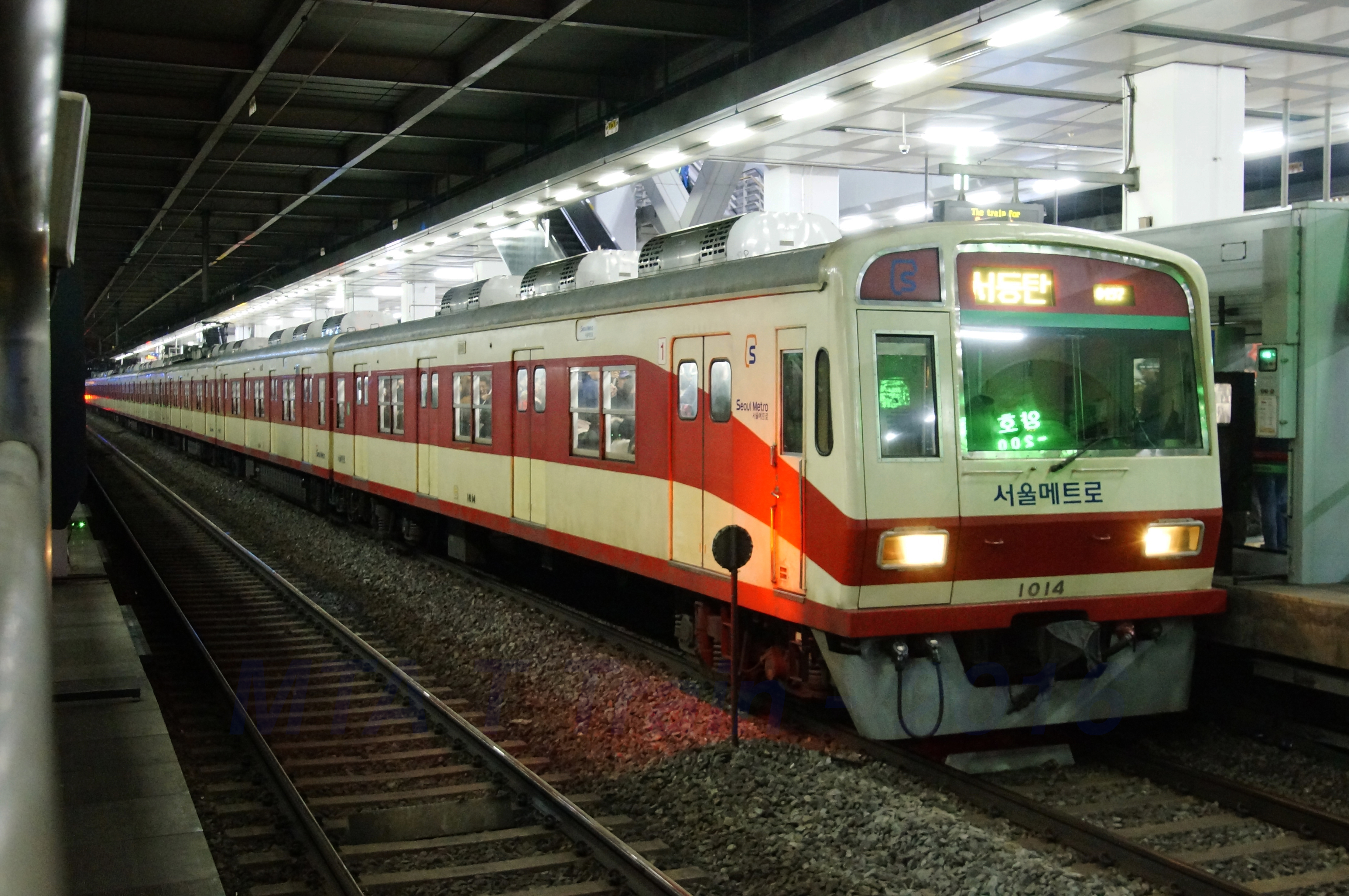
1호선 - 용산역 (1000호대)
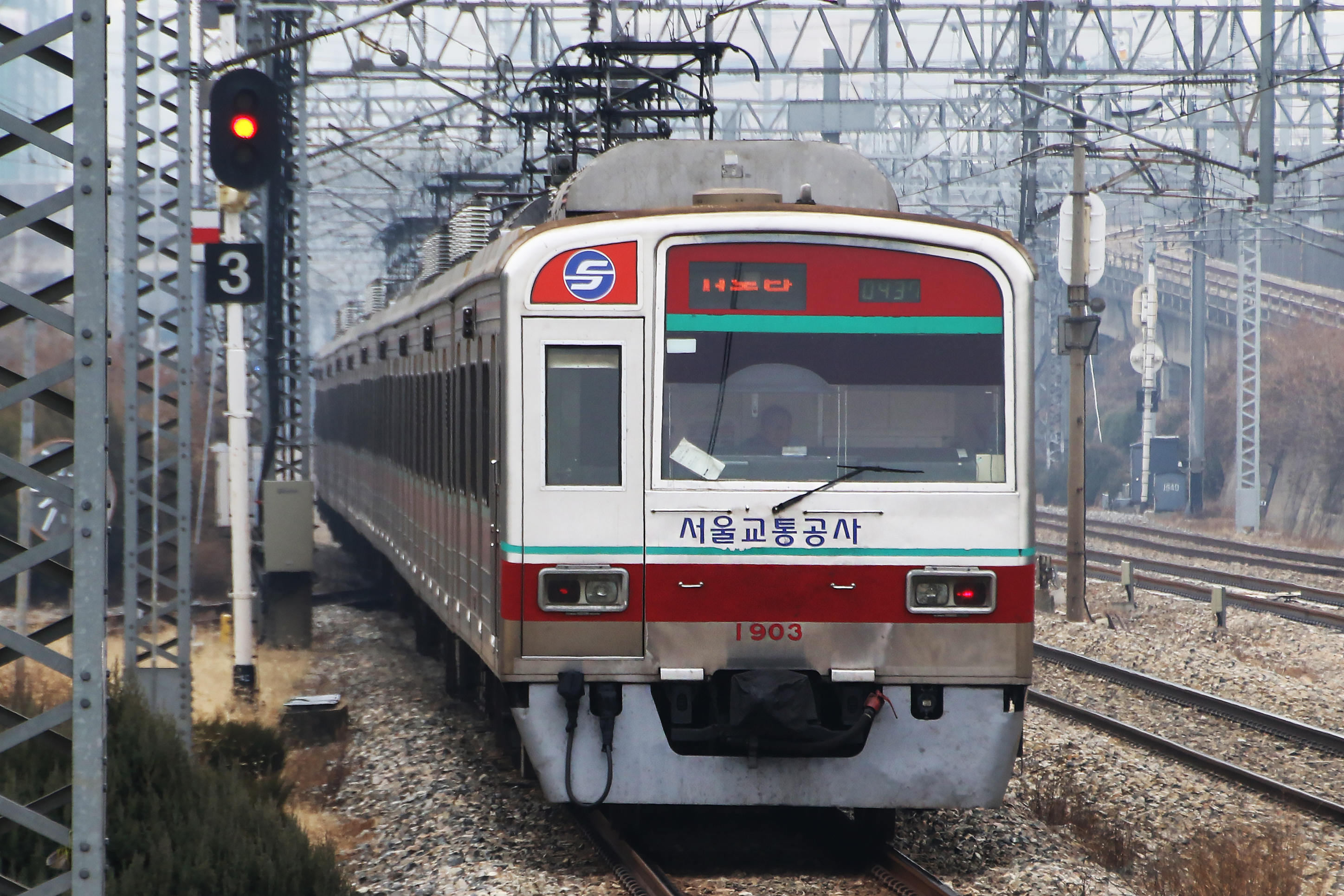
1호선 - 금정역 (1000호대)
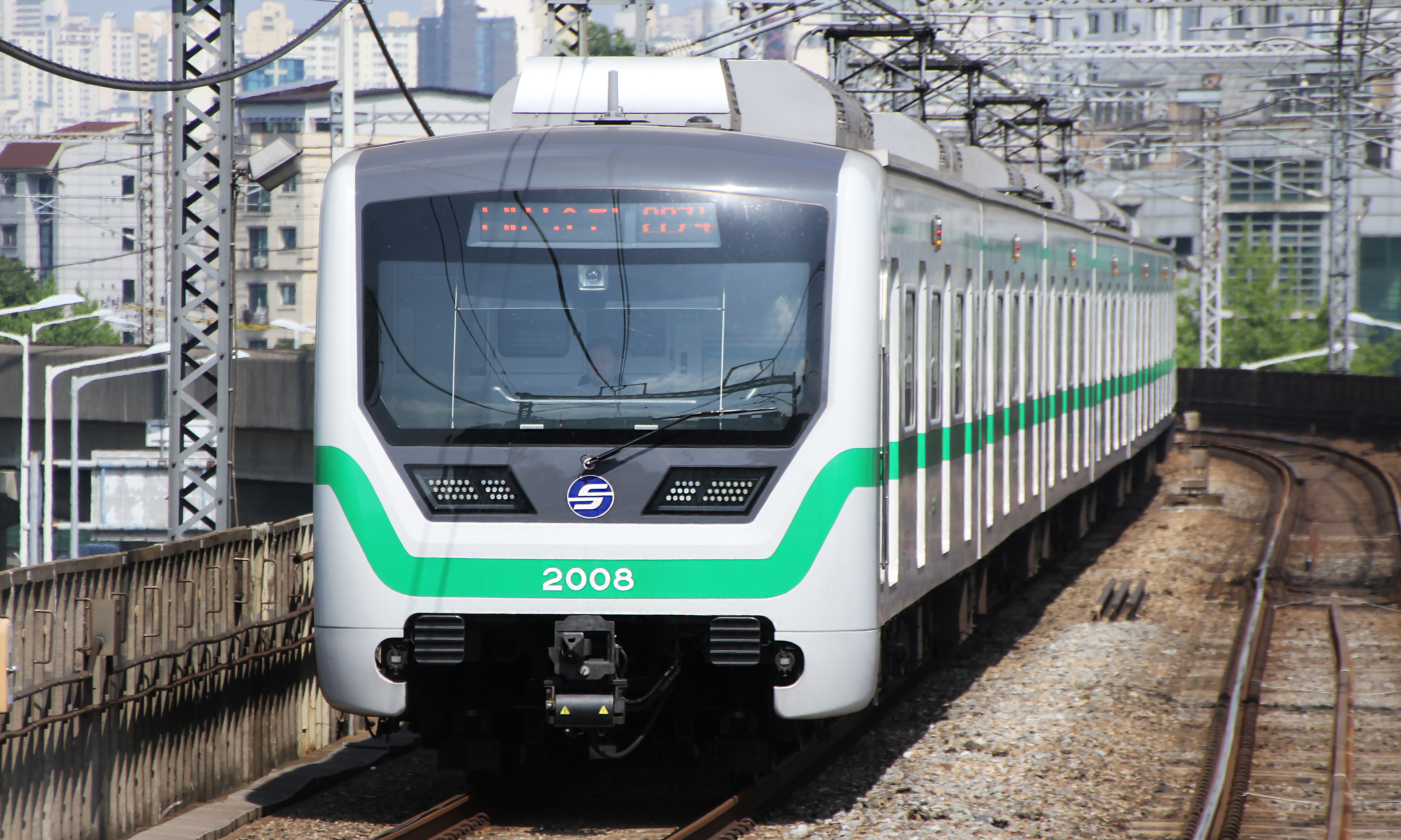
2호선 - 208편성 (2000호대)
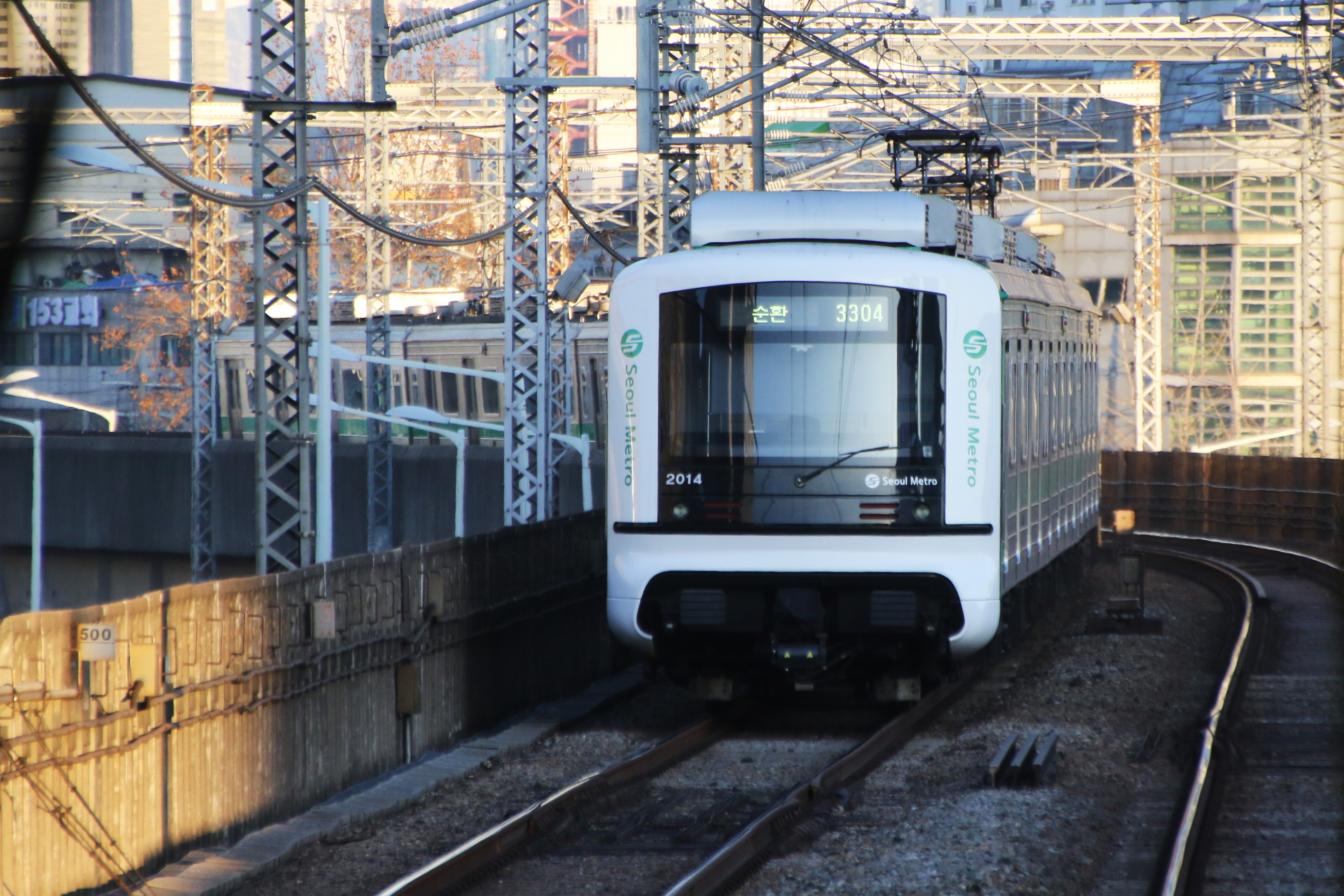
2호선 - 214편성 (2000호대)
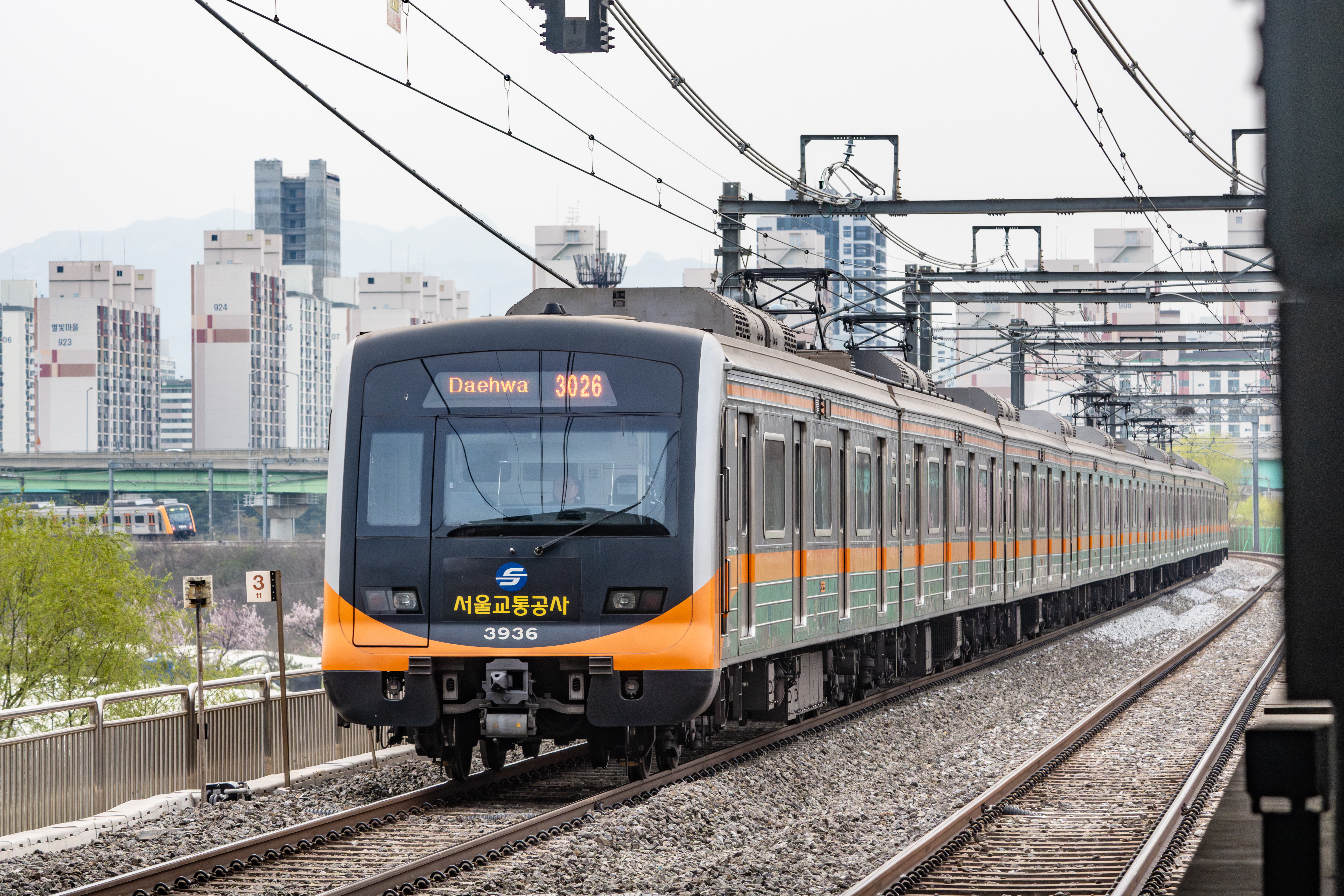
3호선 - 동호대교 (3000호대)
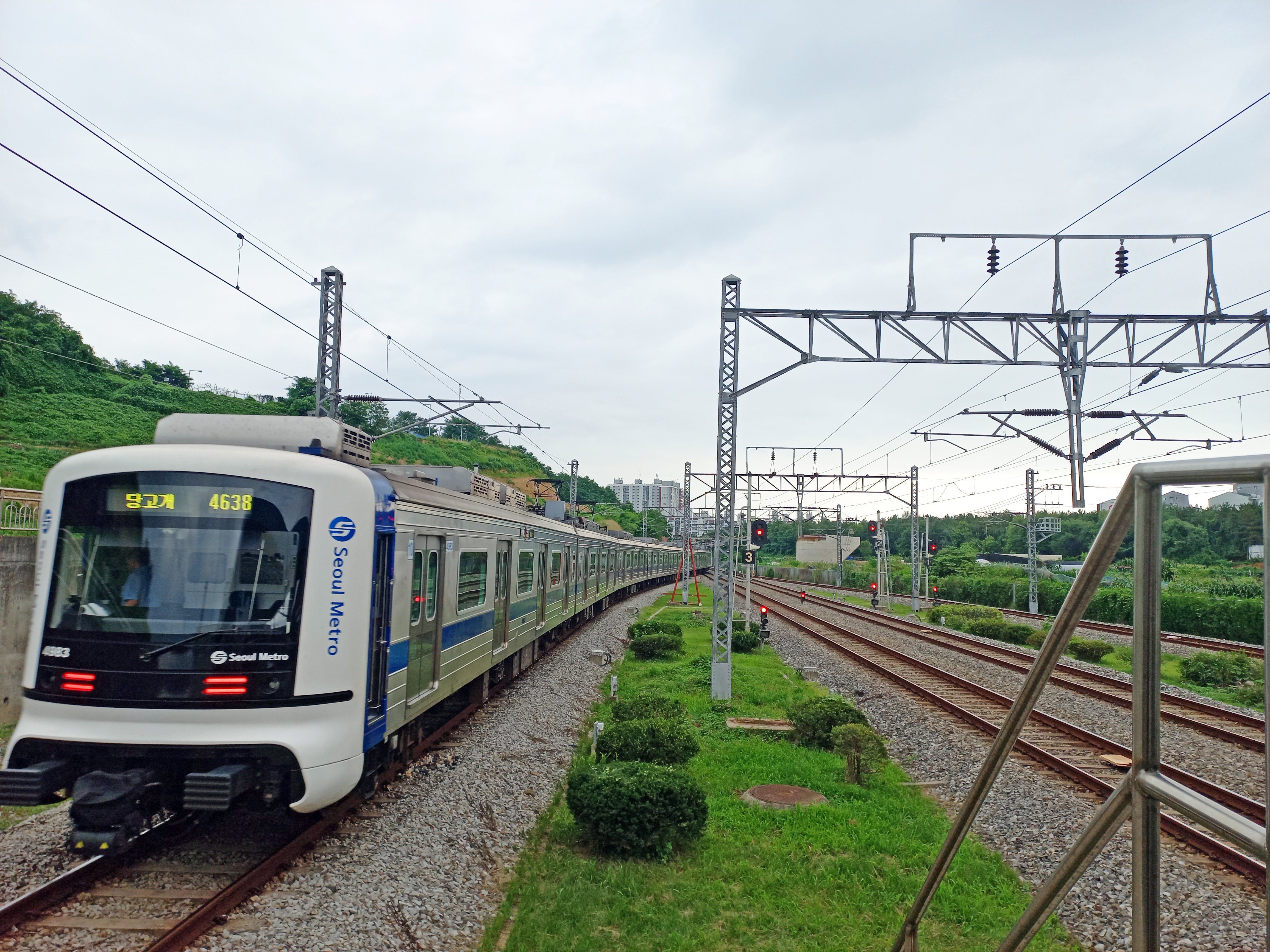
4호선 - 오이도역 (4000호대)
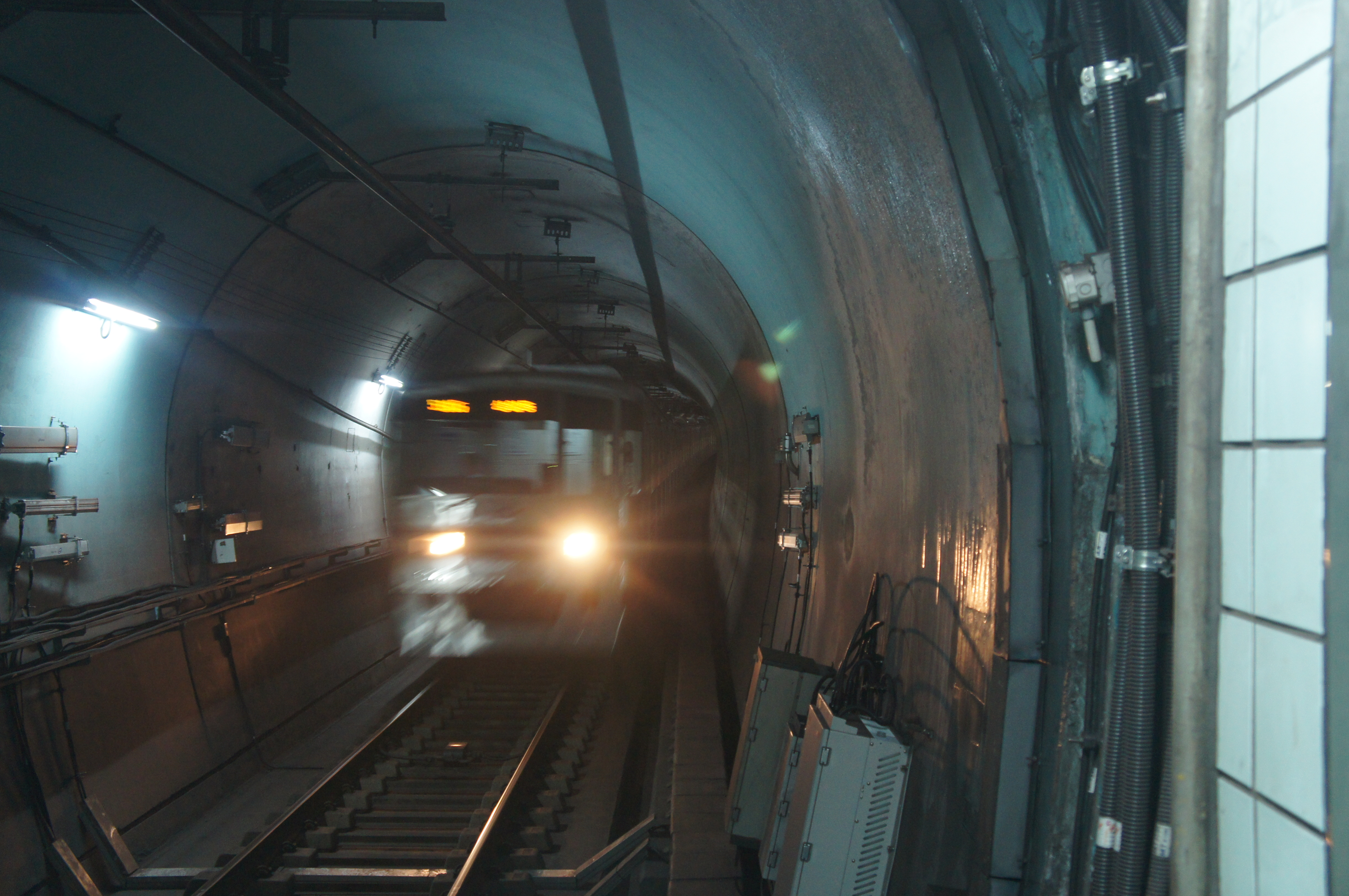
5호선 - 여의나루역 (5000호대)
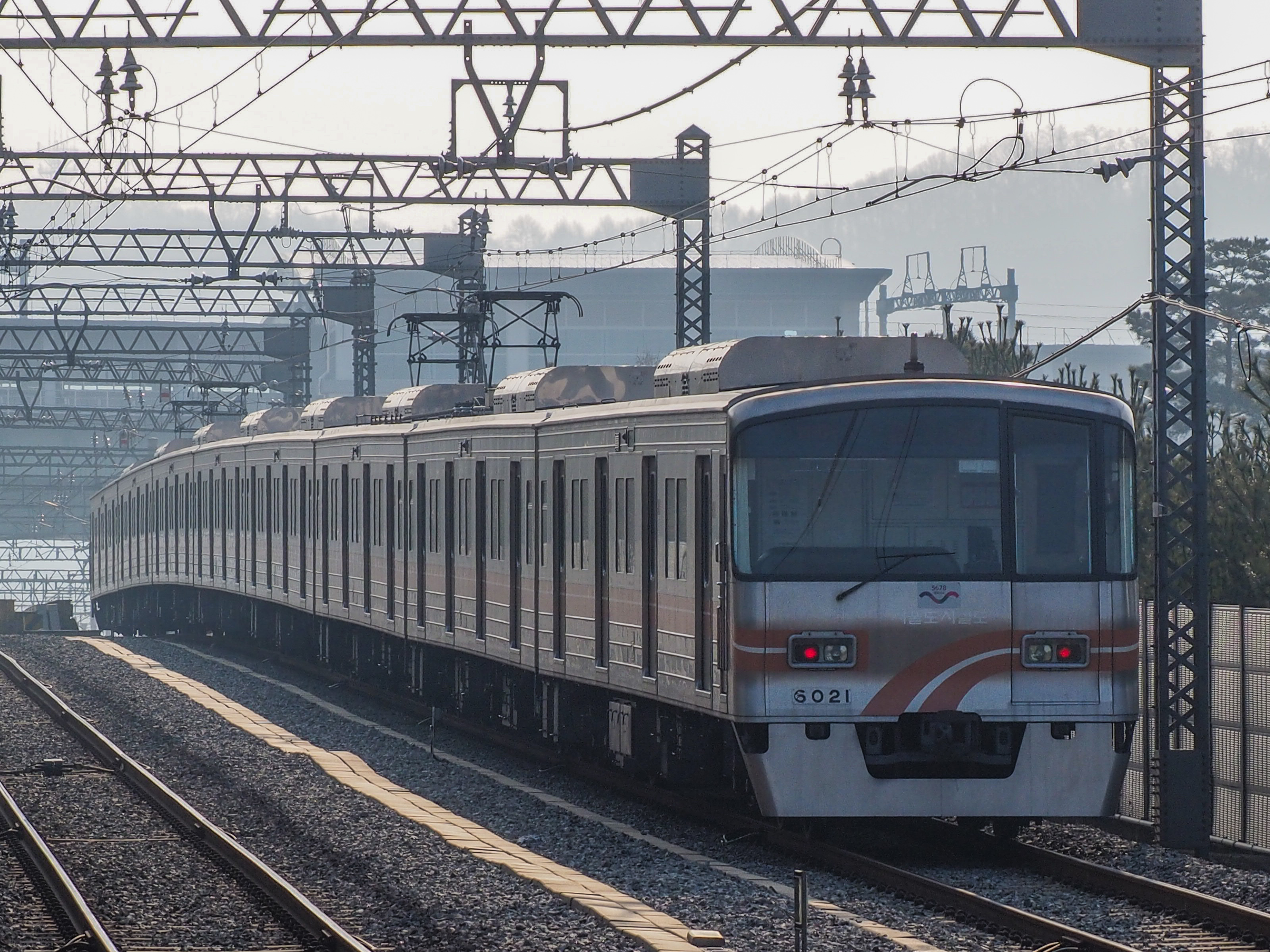
6호선 (6000호대)
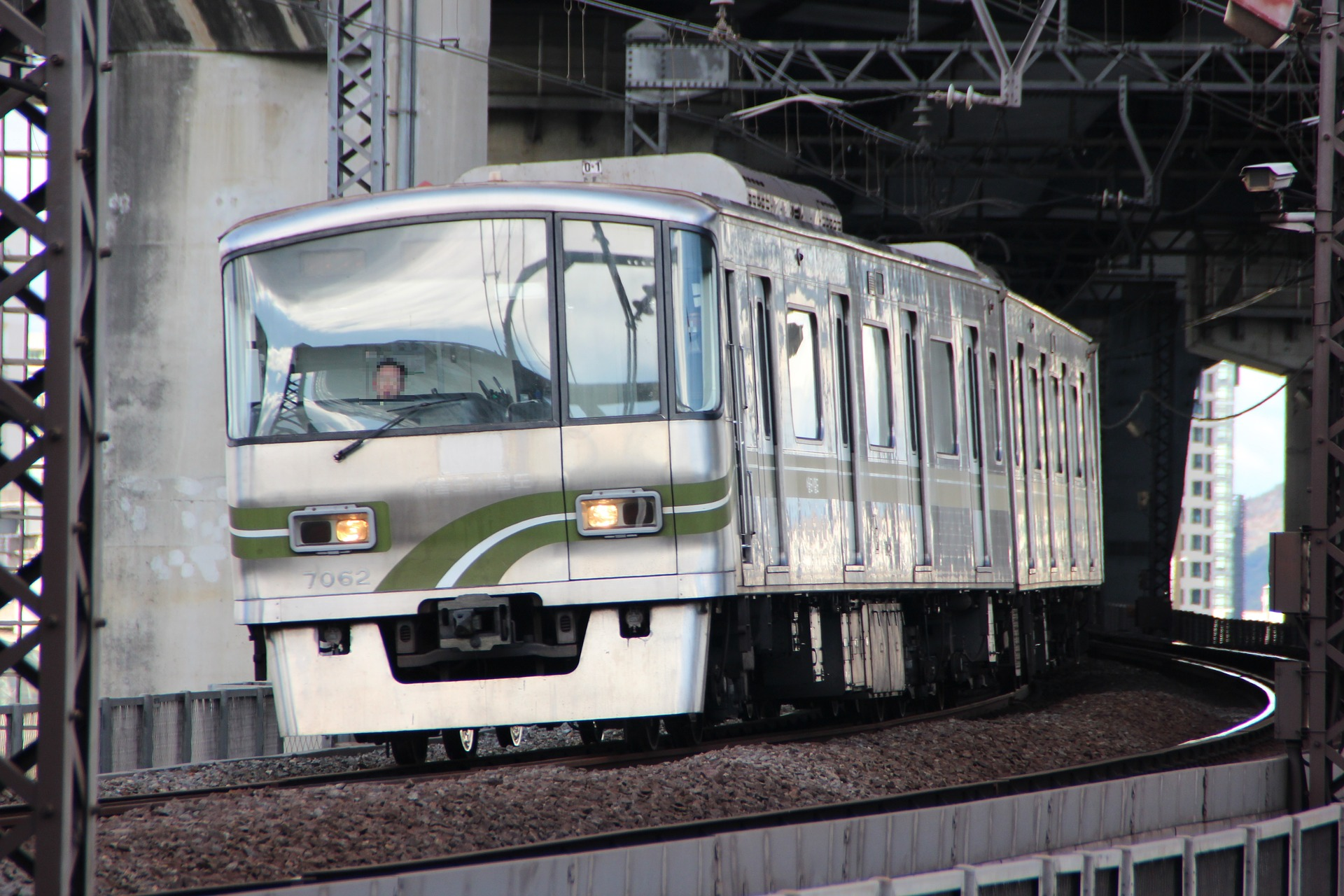
7호선 (7000호대)
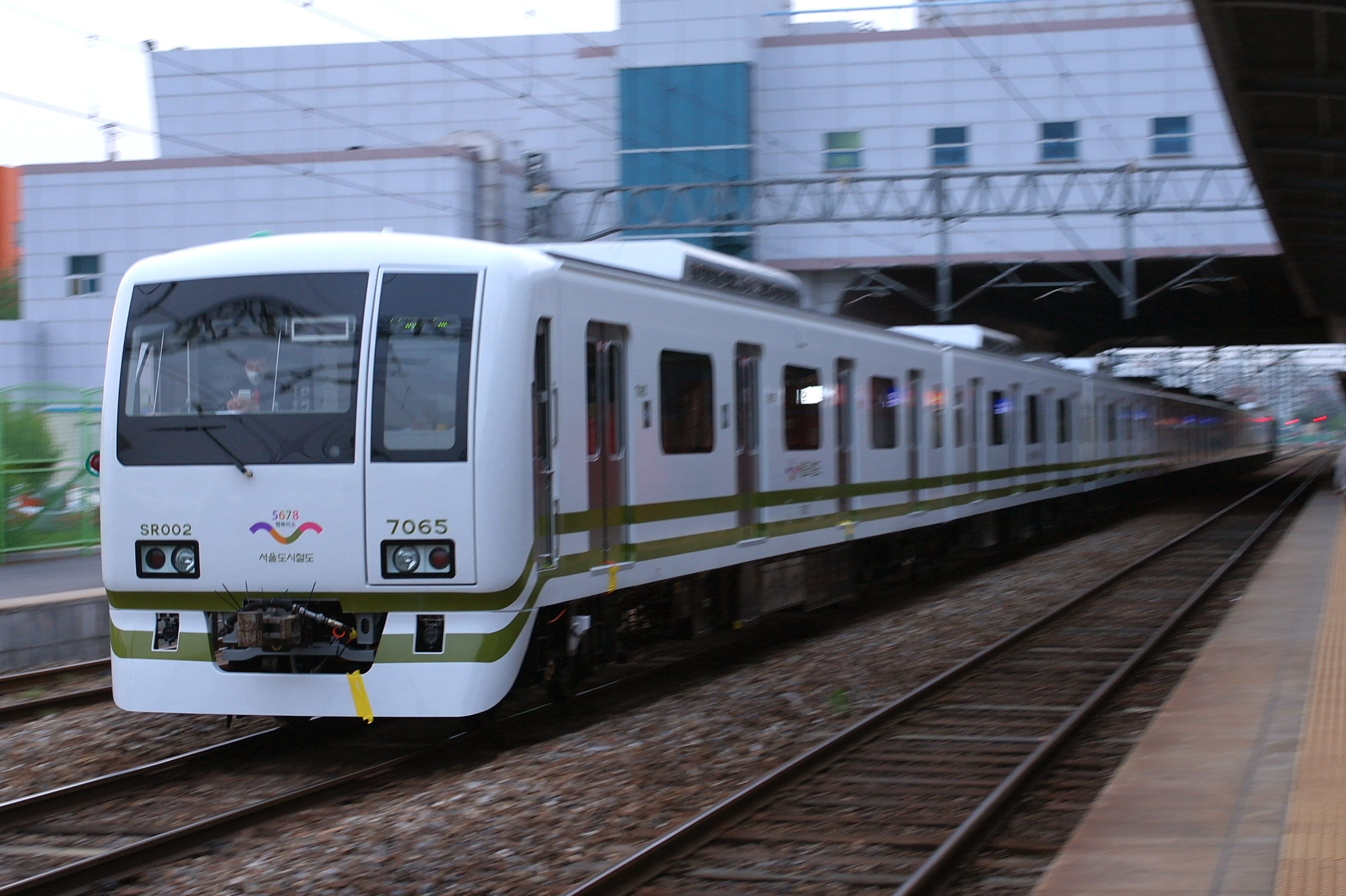
7호선 - SR002호 (SR000호대)
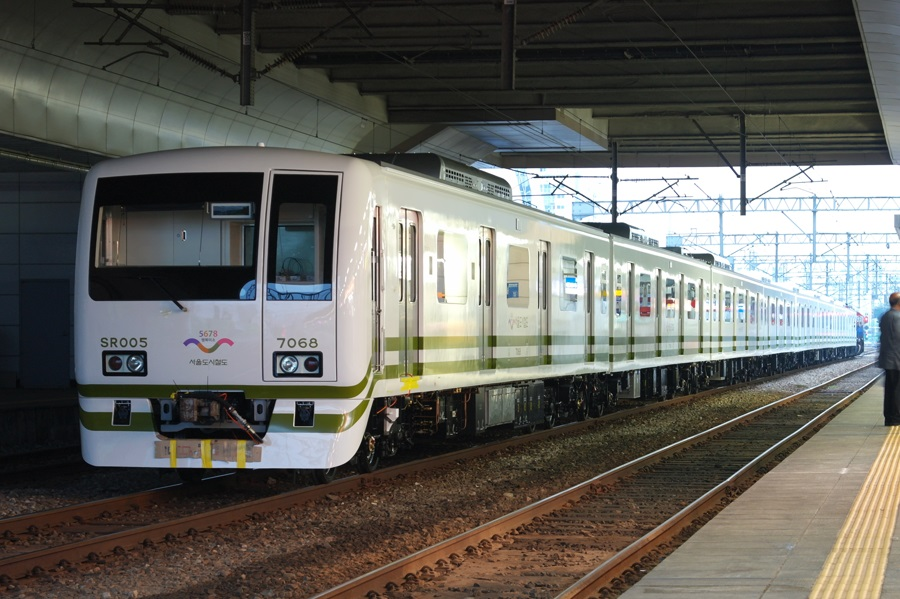
7호선 - SR005호 (SR000호대)
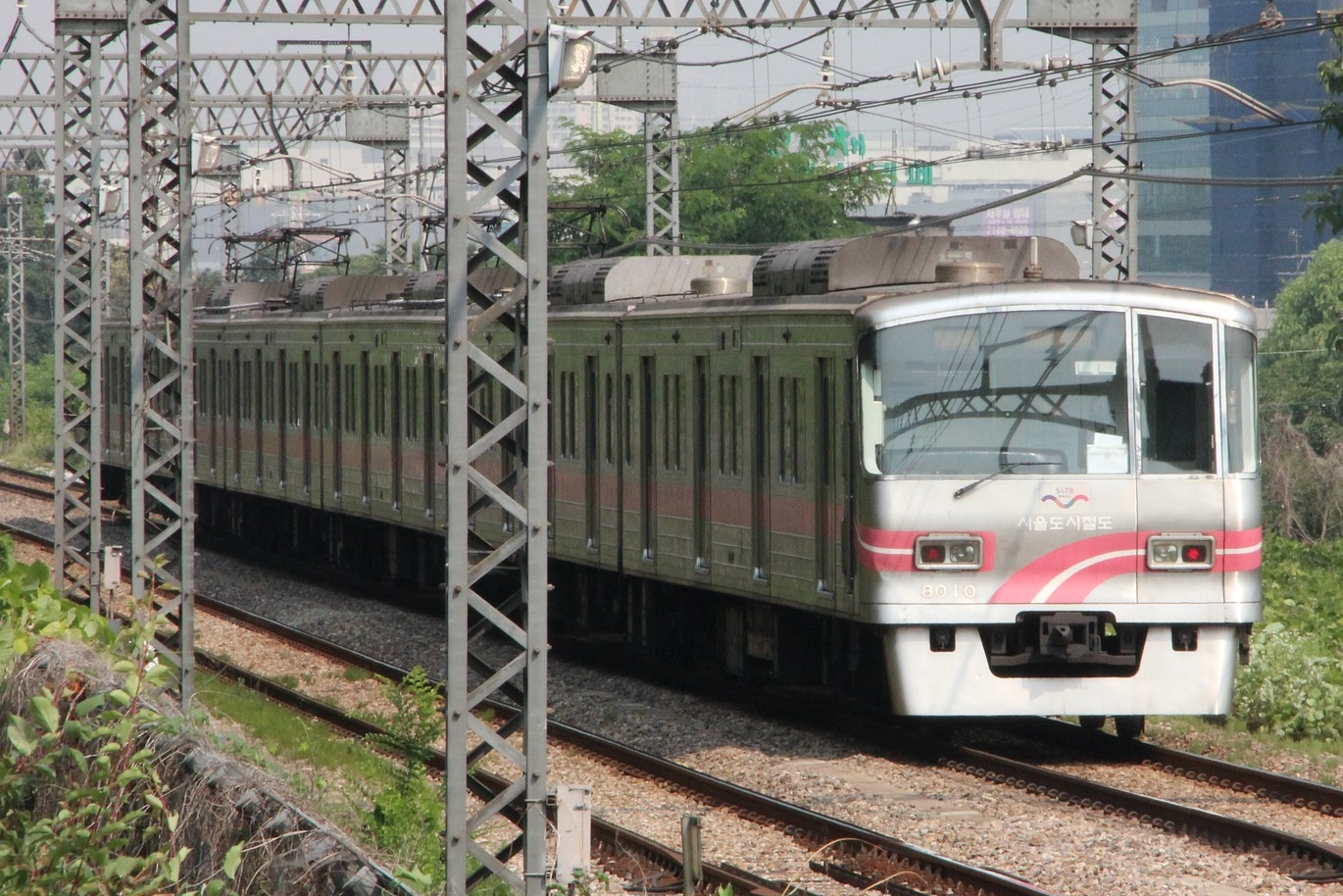
8호선 (8000호대)
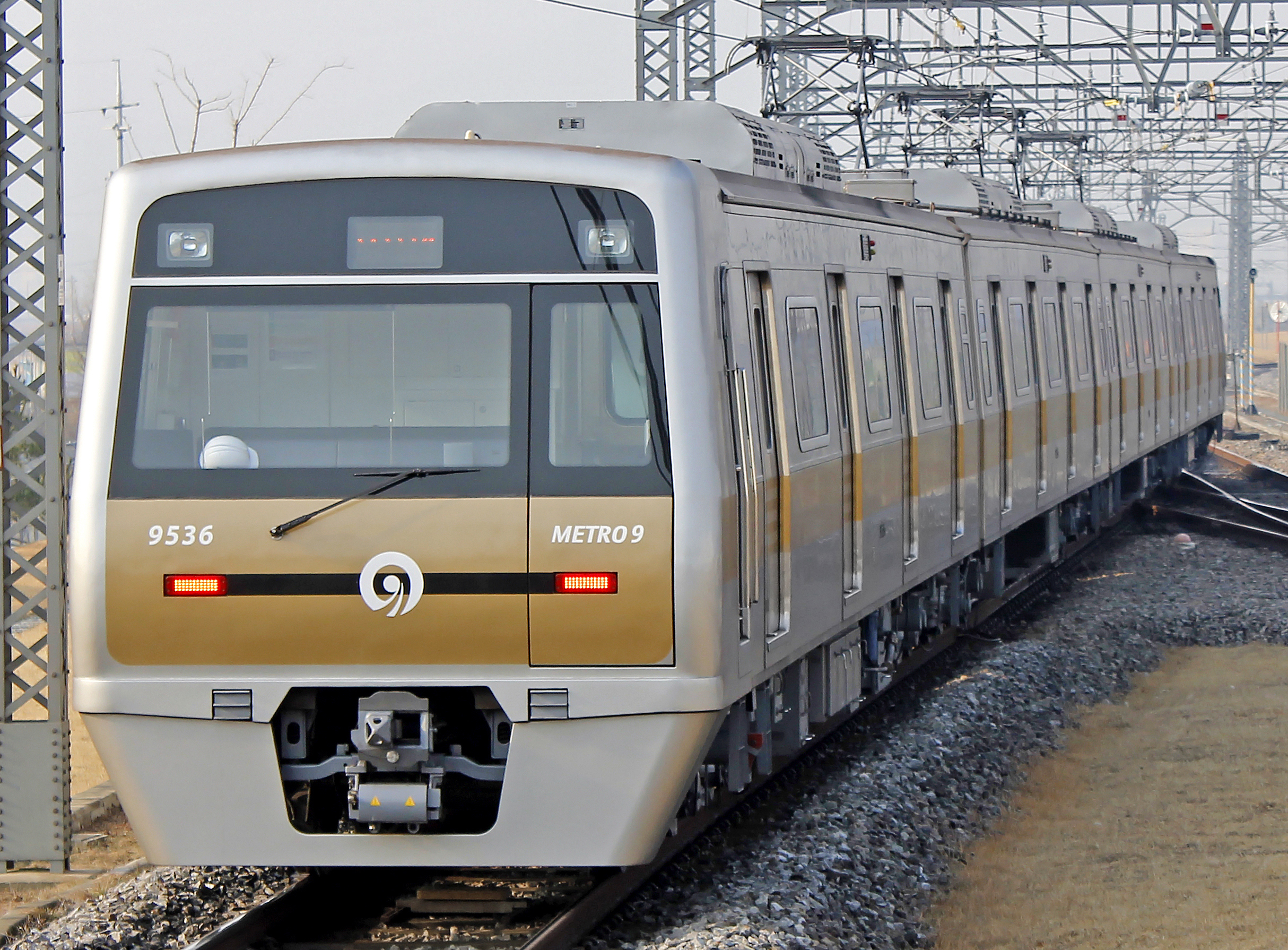
9호선 - 김포차량사업소 (9000호대)

## 인천 도시철도

### 인천교통공사
- 1000호대 전동차 - ● 인천 도시철도 1호선 (계양 - 송도달빛축제공원)
- 2000호대 전동차 - ● 인천 도시철도 2호선  - 철제차륜 기반 전동차 (검단오류 - 운연)
- SR000호대 전동차 - ● 서울 지하철 7호선 (장암 - 석남)
- 7000호대 전동차 - ● 서울 지하철 7호선 (장암 - 석남)

### 갤러리
- 1호선 - 원인재역
(1000호대)
- 2호선 - 인천대공원역
(2000호대)

## 광역 철도

### 한국철도공사
- 1000호대 전동차 - ● 수도권 전철 1호선 (용산 - 동인천 급행) / 2020년 10월 운행 중단
- 3000호대 전동차 - ● 수도권 전철 3호선 (대화 - 오금)
- 311000호대ᆞ312000호대 전동차 - ● 수도권 전철 1호선 (연천 - 인천), (광운대 - 신창/서동탄), (용산 - 동인천 급행)
- 319000호대 전동차 - ● 수도권 전철 1호선 (영등포 - 광명 셔틀(4량)), ● 수도권 전철 경의·중앙선 (임진강 - 문산 - 서울역(4량), 문산 - 용산(4량))
- 321000호대 전동차 - ● 수도권 전철 경의·중앙선 (문산 - 용문/지평)
- 331000호대 전동차 - ● 수도권 전철 경의·중앙선 (문산 - 용문/지평(8량), 임진강 - 문산/문산 - 서울역(4량), 문산 - 용산(4량))
- 341000호대 전동차 - ● 수도권 전철 4호선 (불암산 - 오이도)
- 351000호대 전동차 - ● 수도권 전철 수인·분당선 (청량리 - 왕십리 - 인천)
- 361000호대 전동차 - ● 수도권 전철 경춘선 (광운대 , 청량리, 상봉 - 춘천)
- 368000호대 전동차 - ITX-청춘[2] (용산 - 춘천(경춘선의 청량리 ~ 춘천 선로 공용(일부역 무정차))
- 371000호대 전동차 - ● 수도권 전철 경강선 (판교 - 여주)
- 391000호대 전동차 - ● 수도권 전철 서해선 (일산 - 대곡 - 원시)

### 신분당선·경기철도
- D000호대 전동차 - ● 신분당선 (신사 - 광교)

### 공항철도(6량)
- 1000호대 전동차 - ● 인천국제공항철도 AREX직통[2] (서울역 - 인천국제공항2터미널)(과거 코로나19 범유행으로 운행 안한 적 있음.)
- 2000호대 전동차 - ● 인천국제공항철도 (서울역 - 인천국제공항2터미널)

### 갤러리
- 1호선 - 1x62편성
(1000호대)
- 1호선 - 1x74편성
(1000호대)
- 3호선 - 389편성
(3000호대)
- 3호선 - 395편성
(3000호대)
- 1호선 - 신창행
(311000호대(구 5000호대))
- 1호선 - 광명역
(319000호대)
- 경의-중앙선 - 상봉역
(321000호대(구 6000호대))
- 경의-중앙선 - 상봉역
(331000호대)
- 4호선 - 불암산행
(341000호대(구 2030호대))
- 수인-분당선 - 죽전역
(351000호대(구 2030호대))
- 수인-분당선 - 월곶역
(351000호대)
- 경춘선 - 별내역
(361000호대)
- 경강선 - 여주역
(371000호대)
- 서해선
(391000호대)
- 신분당선 - 광교역
(D000호대)
- 인천국제공항철도 - 용유차량기지역 좌석
(1000호대)

## 경전철

### 의정부경전철 주식회사
- U100호대 전동차 - ● 의정부 경전철 - 고무차륜 기반 전동차 (발곡 - 탑석 - 차량기지 임시승강장)

### 용인경량전철
- Y100호대 전동차 - ● 용인 경전철 - 철제차륜 기반 전동차 (기흥(백남준아트센터) - 전대·에버랜드)

### 우이신설경전철
- UL000호대 전동차 - ● 서울 경전철 우이신설선 - 철제차륜 기반 전동차 (북한산우이 - 신설동)

### 김포골드라인
- 1000호대 전동차 - ● 김포 도시철도 - 철제차륜 기반 전동차 (양촌 - 김포공항)

### 남서울경전철
- SL000호대 전동차 - ● 서울 경전철 신림선 - 고무차륜 기반 전동차 (샛강 - 관악산)

### 갤러리
- 의정부 경전철 - 회룡역
(U100호대)
- 용인 경전철 - 지석역
(Y100호대)
- 우이신설선
(UL000호대 전동차)
- 김포골드라인 - GL113편성
(1000호대 전동차)
- 김포골드라인 - GL117편성
(1000호대 전동차)

## 같이 보기
- 한국철도공사
- 수도권 전철
- 서울교통공사
- 인천교통공사
- 서울시메트로9호선